# 唐招提寺

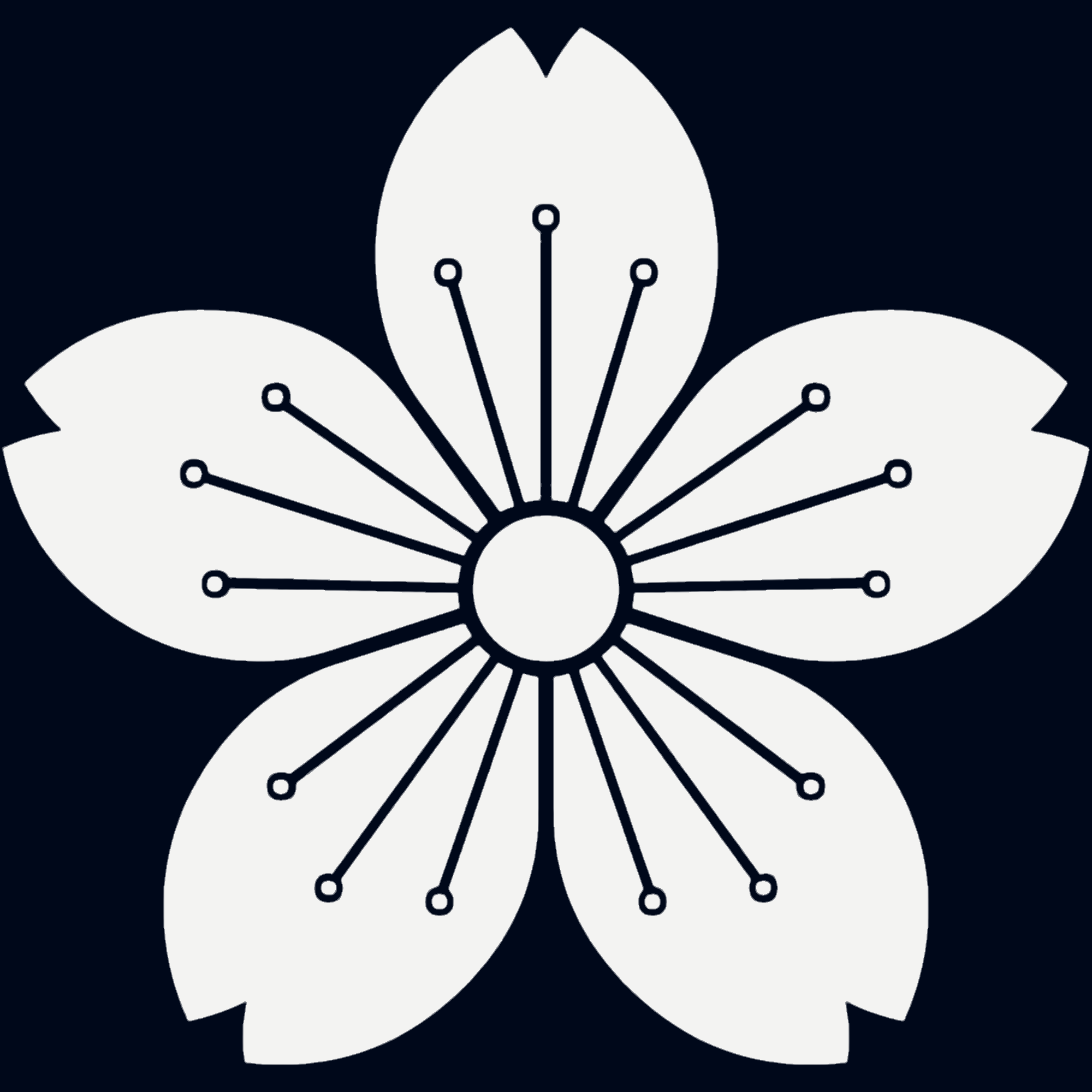
唐招提寺の寺紋。

唐招提寺（とうしょうだいじ）は、奈良県奈良市五条町にある律宗の総本山の寺院。山号はなし。本尊は盧舎那仏。開基（創立者）は唐出身の僧鑑真である。鑑真が晩年を過ごした寺であり、奈良時代建立の金堂、講堂を始め、多くの文化財を有する。1998年に古都奈良の文化財の一部として、ユネスコより世界遺産に登録されている。

## 歴史
『続日本紀』等によれば、唐招提寺は唐僧・鑑真が天平宝字3年（759年）、新田部親王（天武天皇第7皇子）の旧宅跡を朝廷から譲り受け、寺としたものである。寺名は当初は「唐律招提」と称した。「招提」は、サンスクリットのチャートゥルディシャ・サンガ（「四方」を意味するcāturdiśaに僧団組織を意味するサンガをあわせた語。現前する僧だけでなく、全ての僧のための組織を意味する）に由来する中国語で、四方から僧たちの集まり住する所を意味した。鑑真研究者の安藤更生によれば、唐では官寺でない寺を「招提」と称したという。「唐律招提」とは「唐の律を学ぶ道場」の意であり、後に官額を賜ってから「唐招提寺」と称するようになった。

### 鑑真の渡日と戒律（かいりつ）の伝来
鑑真（688年 - 763年）の渡日については、淡海三船撰の『唐大和上東征伝』（宝亀10年・779年成立）が根本史料となっている。唐招提寺の歴史については同書のほか、『招提寺建立縁起』、江戸時代のものであるが元禄14年（1701年）義澄撰の『招提千歳伝記』などの史料がある。『建立縁起』は承和2年（835年）に鑑真の孫弟子にあたる豊安が記した『招提寺流記』が原本であるが、この原本はすでに失われ抄出したものが『諸寺縁起集』（護国寺本、醍醐寺本）に収録されている。
鑑真は仏教者に戒律を授ける「導師」「伝戒の師」として日本に招請された。「戒律」とは、仏教教団の構成員が日常生活上守るべき「規範」・「きまり」を意味し、一般の仏教信者に授ける「菩薩戒」と、正式の僧に授ける「具足戒」とがある。出家者が正式の僧となるためには、「戒壇」という場で「三師七証」という授戒の師3人と、証明師（授戒の儀式に立会い見届ける役の高僧）7人のもと「具足戒」を受けねばならないが、当時（8世紀前半）の日本ではこうした正式の授戒の制度は整備されておらず、授戒資格のある僧も不足していた。そのため官の承認を経ず私的に出家得度する私度僧が増え、課役免除のために私度僧となる者もいて社会秩序の乱れにつながっていた。
こうした中天平5年（733年）、遣唐使と共に渡唐した普照と栄叡という留学僧がいた。彼らが揚州（現・江蘇省）の大明寺で高僧鑑真に初めて会ったのは西暦742年10月のことであった。普照と栄叡は、日本には正式の伝戒の師がいないのでしかるべき高僧を推薦いただきたいと鑑真に申し出た。鑑真の弟子達は渡航の危険などを理由に渡日を拒んだ。弟子達の内に渡日の志をもつ者がいないことを知った鑑真は、自ら渡日することを決意する。しかし、当時の航海は命懸けであった上に、当時唐から出国することは国禁を犯すことであった。そのため、鑑真、普照、栄叡らの渡航計画は挫折の連続であった。1回目の渡航計画（743年）は、鑑真の弟子の如海の密告により船を出す前に発覚し、普照と栄叡が捕縛されてしまった。2回目の渡航計画（同年）では、船は揚子江を下ったものの強風で難破する。第3・4回目の渡航計画（744年）は密告によって頓挫し、船を出すこともかなわなかった。748年、5回目の渡航計画では嵐に遭って船が漂流し、唐最南端の海南島まで流されてしまった。陸路揚州へ戻る途中、それまで行動を共にしてきた栄叡が病死し、高弟の祥彦（しょうげん）も死去、鑑真自らは失明するという苦難を味わった。753年、6回目の渡航計画で遂に日本に帰る遣唐使船に遣唐副使の大伴古麻呂の機転で乗船が叶い、ようやく来日に成功するが、鑑真は当時既に66歳になっていた。
こうして遣唐使船に同乗すると、琉球を経て天平勝宝5年（753年）12月、鑑真は薩摩国に上陸した。翌天平勝宝6年（754年）2月、ようやく難波津（大阪）にたどり着いた。同年4月、東大寺大仏殿前で、聖武太上天皇、光明皇太后、孝謙天皇らに菩薩戒を授け、沙弥、僧に具足戒を授けた。鑑真は天平勝宝7歳（755年）から東大寺唐禅院に住した後、天平宝字3年（759年）に前述のように今の唐招提寺の地を与えられた。大僧都に任じられ、後に大和上の尊称を贈られた鑑真は、天平宝字7年（763年）5月、波乱の生涯を日本で閉じた。数え年76であった。

### 伽藍（がらん）の整備
唐招提寺の寺地は平城京の右京五条二坊に位置した新田部親王邸跡地で、広さは4町であった（創建期伽藍は東西255メートル、南北245メートル）。境内の発掘調査の結果、新田部親王邸と思われる前身建物跡が検出されている。また、境内から出土した古瓦の内、単純な幾何学文の瓦（重圏文軒丸瓦と重弧文軒平瓦の組み合わせ）は、新田部親王邸のものと推定されている。寺内に現存する2棟の校倉造倉庫のうち、経蔵は新田部親王宅の倉庫を切妻造から寄棟造に改造したものとされている。すなわち、『招提寺建立縁起』（『諸寺縁起集』所収）に「地主屋倉」として挙げられている3棟の倉のうちの一つがこれにあたるとみられる。他に新田部親王時代の建物はない。
『招提寺建立縁起』に、寺内の建物の名称とそれらの建物は誰の造営によるものであるかが記されている。それによると、奈良時代の唐招提寺には、南大門、西南門、北土門、中門、金堂、経楼、鐘楼、講堂、八角堂3基、食堂（じきどう）、羂索堂（けんさくどう）、僧房、小子房、温湯室、倉などがあった。このうち、南大門、西南門、北土門、中門、金堂は鑑真の弟子でともに来日した如宝の造営、講堂は、平城宮の東朝集殿を移築したもの、食堂（じきどう）は藤原仲麻呂家の施入（寄進）、羂索堂（けんさくどう）は藤原清河家の施入であった。藤原清河は、鑑真が渡日した際の遣唐使の大使であったが、鑑真の乗った第二船と異なり、清河の乗った第一船は遭難して唐へ戻され彼は唐の地で没した。「藤原清河家の施入」とは、清河の家の建物を移築した、もしくは清河の家族が建築費を負担した、の意に解されている。これらの建物のうち、もっとも早く鑑真の在世中に建立されたものは講堂であった。金堂の建立年代には諸説あったが、部材の年輪年代測定の結果、781年に伐採された材木が使用されていることがわかり、鑑真没後の8世紀末の建立であることが確実視されている。『招提千歳伝記』によれば、唐招提寺の歴代住持は鑑真、法載、義静、如宝、豊安の順となっているが、このうち第4代の如宝の時代に金堂を含む伽藍の主要部が建立されたとみられる。また、鎮守社として境内の東に水鏡天神社も建立された。
主要伽藍のうち、もっとも遅れて建立されたのは東塔で、『日本紀略』に弘仁元年（810年）の建立とある。

### 覚盛らによる中興
平安時代中期以後、戒律護持が廃れたため唐招提寺は衰亡した。とはいえ、保延6年（1140年）にはまだ金堂・講堂・宝蔵・御影堂・阿弥陀院などは残存していた。
鎌倉時代になると、釈迦信仰・舎利（釈迦の遺骨）信仰や戒律復興の気運の高まりにともなって、鑑真と彼のもたらした舎利に対する信仰が復興した。まず中川寺の実範が来訪し、『授戒式』を撰述した。さらに、笠置寺の解脱房貞慶が建仁3年（1203年）、唐招提寺にて釈迦念仏会（ねんぶつえ）を始めた。
唐招提寺中興の祖とされるのは、四条天皇に菩薩戒を授けたこともある律宗高僧の覚盛である。覚盛は寛元元年（1243年）に舎利会の創設や鑑真の遺徳顕彰などを行い、さらに翌寛元2年（1244年）に正式に当寺に入寺し、再興した。寺観の本格的な復旧整備を行ったのは覚盛の法灯を継いだ証玄で、諸伽藍の修理や仏像の造立などに尽力し、戒壇の創設も行った。
鎌倉時代末期に入ると、祖父の亀山天皇の禅律振興政策を継承した後醍醐天皇からの崇敬を受けた。元徳2年（1330年）8月9日には、後醍醐帝は覚盛に対し、「大悲菩薩」の諡号を贈った（『僧官補任』）。仏教美術研究者の内田啓一によれば、後醍醐帝の腹心で護持僧（祈祷で天皇を守護する僧）を務めた文観房弘真は真言律宗出身で、唐招提寺中興9世長老の覚恵も文観から付法（伝授）を受けていたため、この諡号追贈は文観の推挙によるものではないかという。なお、軍記物語『太平記』（1370年ごろ完成）には、後醍醐天皇の鎌倉幕府倒幕運動に文観と共に加わった高僧として「教円」という人物が登場するが、これは唐招提寺中興10世長老の慶円がモデルであるとされている（ただし史実として慶円が倒幕に加わったかは不明である）。

### その後
14世紀の南北朝時代以降、戦乱によって寺勢は再び傾き、寺領も多くが収奪され再び衰退した。
江戸時代中期に入ると、護持院隆光が唐招提寺で授戒を受けた。隆光はのち江戸幕府第5代将軍徳川綱吉とその生母である桂昌院の帰依を受け、綱吉と桂昌院は隆光との関係から唐招提寺にも帰依し、これを庇護して修理を行い、元禄11年（1698年）には戒壇院を再興している。その一方で、たびたび地震や雷火などの天災による被害を受け、享和2年（1802年）の火災では東塔（五重塔）などの重要建築を多く喪失した。

### 近代・現代
明治となり神仏分離が行われると鎮守社の水鏡天神社も独立した。近代以降、明治から昭和にかけて、諸堂の修理・保存が施工されている。
1934年（昭和9年）9月21日、室戸台風の暴風雨により宝蔵、開山堂が半壊、鼓楼も損害を受ける。
1941年（昭和16年）には律宗戒学院の設立、1963年（昭和38年）には御影堂（旧興福寺一乗院宸殿の移築）の造立が行われた。
また、鑑真の生涯や唐招提寺は井上靖の小説『天平の甍』（1957年）で広く知られるようになった。
鑑真和上の業績と名声を通じ、1978年（昭和53年）の日中平和友好条約の成立にも寄与し、高い評価を受けている。

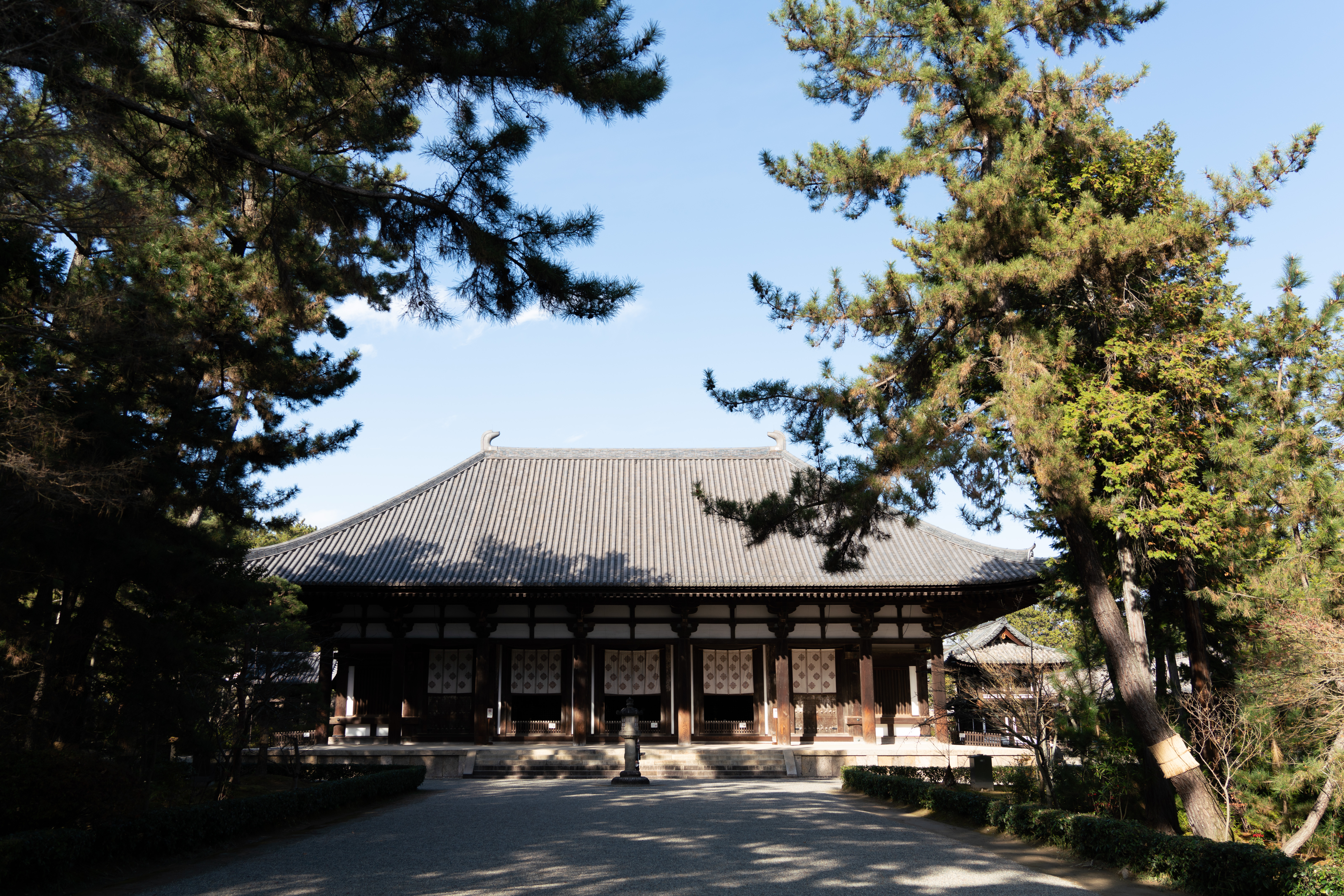
金堂

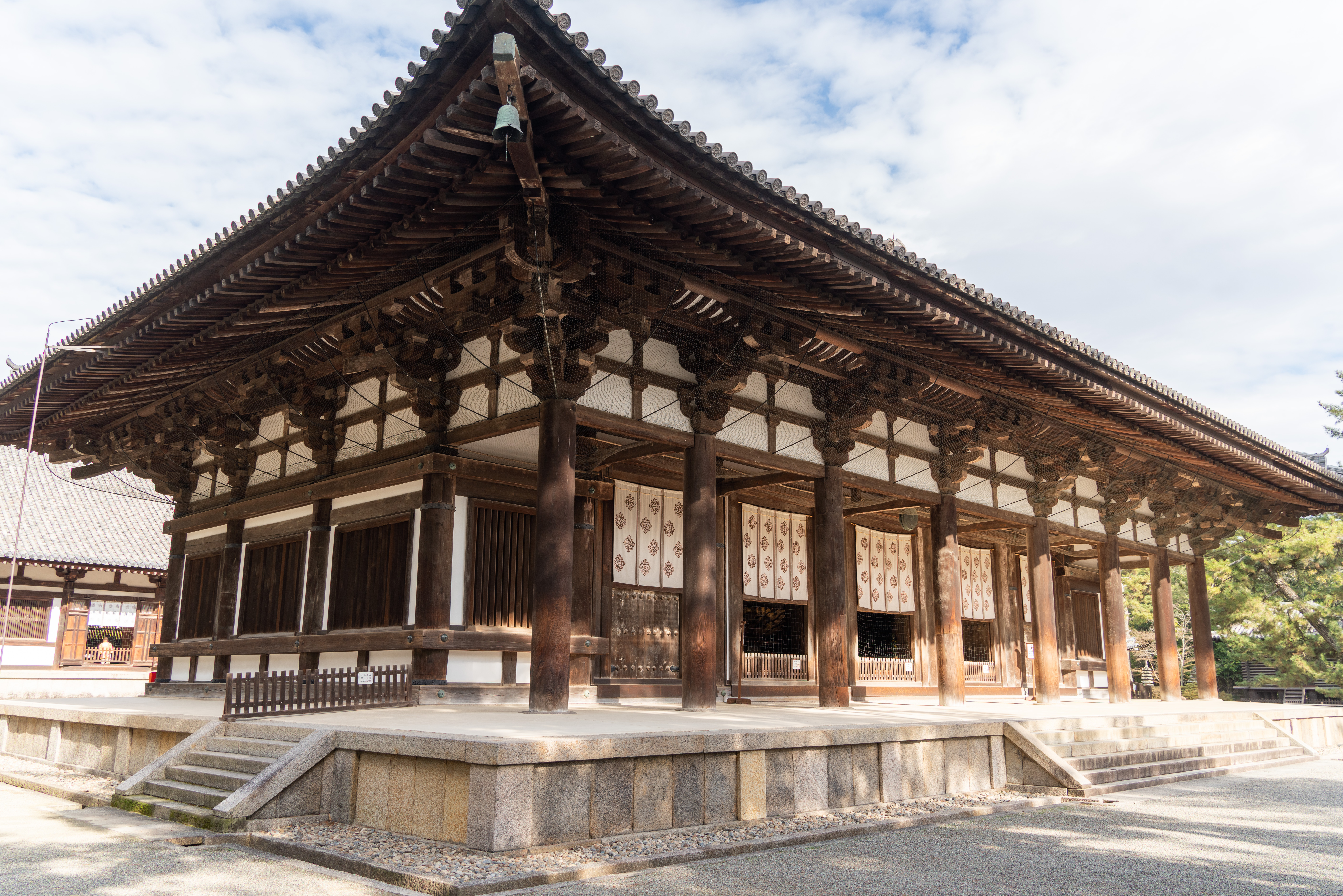
金堂

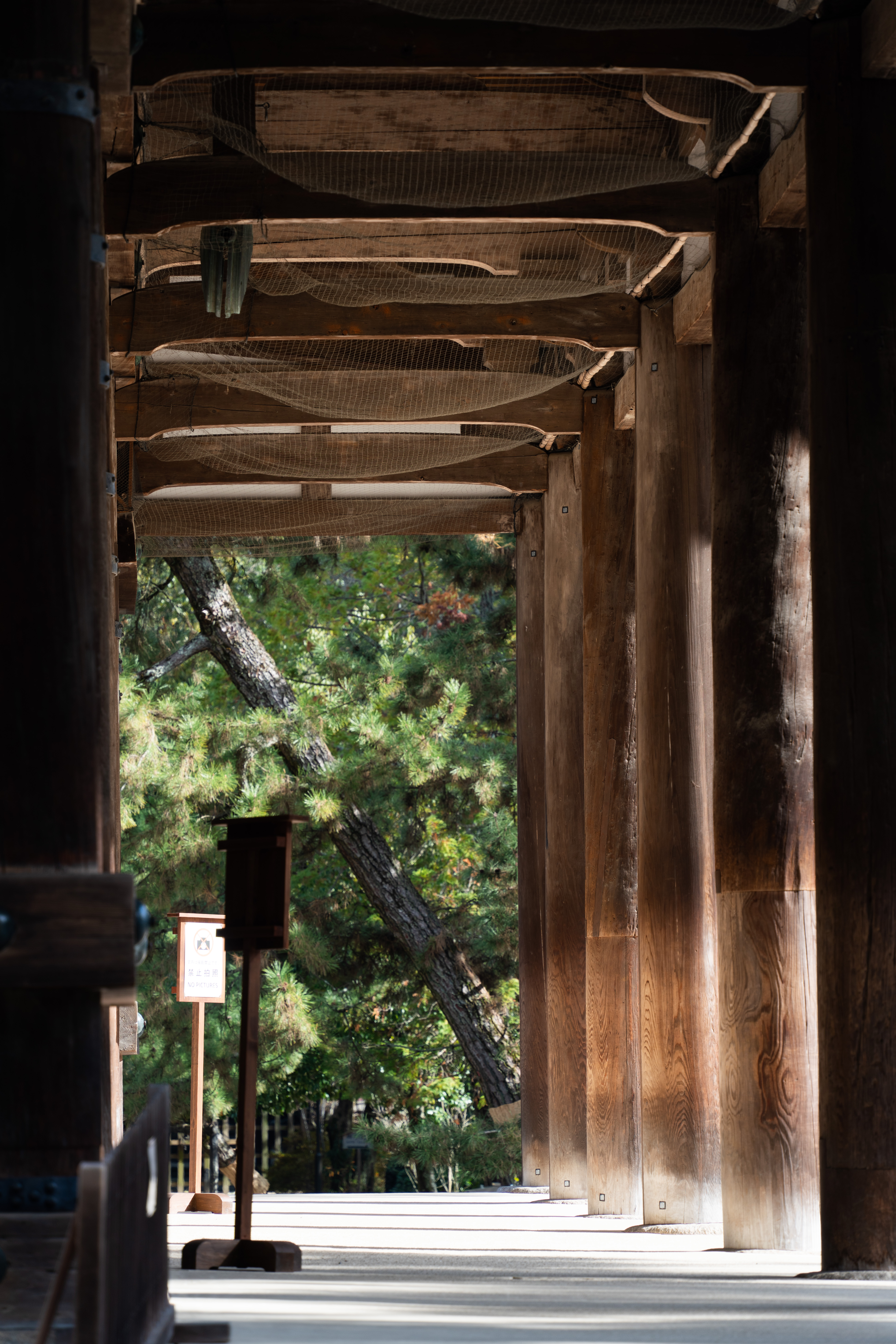
金堂

## 金堂
国宝。奈良時代（8世紀後半）建立の寺院金堂としては現存唯一のものである（奈良・新薬師寺の本堂は奈良時代の建築だが、当初から本堂として建てられたものではない）。2000年から解体修理（「平成の大修理」）が行われ、2009年11月1日 - 3日に落慶行事が行われた。寄棟造、本瓦葺きで、大棟の左右に鴟尾を飾る。このうち西側の鴟尾は創建当初のもので、東側は鎌倉時代の元亨3年（1323年）の補作であったが、いずれの鴟尾も劣化が甚だしいため、平成の大修理に伴い、屋根上から下ろして別途保管することとなり、屋根上には新しい鴟尾が飾られている。
正面7間、側面4間（「間」は長さの単位ではなく、柱間の数を表す）で、手前の7間×1間を吹き放し（壁、建具等を設けず、開放とする）とすることがこの建物の特色である。吹き放しとなった堂正面には8本の太い円柱が並び、この建物の見所となっている。建物は文永7年（1270年）、元亨3年（1323年）、元禄6年（1693年）から元禄7年（1694年）に修理されている。特に元禄の修理は大規模で、創建当初は垂木のすぐ上に瓦を葺いていたものを改めて、屋根勾配を急にし、桔木（はねぎ）を入れ、近世風の小屋組とした。そのため屋根高は創建時より2メートル以上高くなっている。外面の各所に打ち付けられた長押も元禄材で、創建当初は現状よりせいの低い長押が用いられていた。1898年から1899年の修理では小屋組の構造を再度改め、西洋式のキングポストトラスとしている。このように修理が重ねられて来たが、平成の大修理に伴う調査の結果、当初材が良好に残存していることが分かった。地垂木は9割が当初材を再用しており、扉も当初材を加工して使用している。2005年、奈良県教育委員会の発表によれば、金堂の部材には天応元年（781年）に伐採されたヒノキ材が使用されており、建立は同年以降ということになる。
堂内は広い部分を占めて須弥壇があり、その上に仏像が並んでいる。中央に本尊・盧舎那仏坐像、向かって右に薬師如来立像、左に千手観音立像の3体の巨像を安置するほか、本尊の手前左右に梵天・帝釈天立像、須弥壇の四隅に四天王立像を安置する（仏像はいずれも国宝）。盧舎那仏、薬師如来、千手観音の組み合わせは他に例がなく、経典にも見えないことからその典拠は明らかでない。東大寺（本尊は盧舎那仏）、下野薬師寺、筑紫観世音寺を「天下三戒壇」と称するが、唐招提寺の三尊は盧舎那仏・薬師・観音の組み合わせで天下三戒壇を表しているとする説もある。
- 乾漆盧舎那仏坐像

国宝。像高304.5センチメートル。奈良時代末期、8世紀後半の作とされる。盧舎那仏は、大乗の戒律を説く経典である『梵網経』（5世紀頃中国で成立）の主尊である。像は千仏光背を負い、蓮華座上に坐す。麻布を漆で貼り固めて造形した脱活乾漆像である。唐招提寺は私寺であるが、本像は制作に手間の掛かる脱活乾漆像であることから、造東大寺司の工人による作と推定されている。光背の千仏は860体余が残る。
金堂の平成大修理にともない、堂内の仏像も搬出されて保存修理を受けた。盧舎那仏像の修理は1999年度から2002年度にかけて行われたが、この際にいくつかの新知見があった。台座の蓮弁は、現状では12方6段に配置されているが、当初は8方12段に配置されていたことが、蓮弁の取り付け痕跡の調査から判明した。なお、材質が劣化しているため、平成の修理では蓮弁を当初の形式に復元することはしていない。X線撮影の結果、本像の両掌には2個ずつの小玉（穴が貫通していることから数珠玉と推定される）が埋め込まれていることが判明した。また、本像の瞳には石か陶器のような堅い物体が嵌め込まれているが、X線撮影の結果、この瞳の裏（または内部）に径0.6センチメートルほどの球状の物体が埋め込まれていることも判明した。これらの眼や掌への工作は、像が瞳からの放光などの「好相」を現すことを期待してのものと推定されている。
- 木心乾漆薬師如来立像

国宝。像高336.5センチメートル。盧舎那仏像とは造像技法が異なり、木心に木屎漆（こくそうるし）を盛り上げて造形した木心乾漆像である。かつては奈良時代の作と考えられていたが、1972年（昭和47年）の修理時に左の掌の内側に3枚の古銭が納入されているのが発見され、そのうち最も年代の下る隆平永宝が延暦15年（796年）以降の鋳造であることから、本像の制作もそれ以降、つまり平安京遷都後となる。光背はこの像のものとしては幅が広すぎ、他の像の光背を転用したものと推定されている。
- 木心乾漆千手観音立像

国宝。像高535.7センチメートル。奈良時代末期の作で、盧舎那仏像よりはやや時代が下がるとされている。千手観音像は40手（合掌手を含めて42手）で千手を代表させるものが多いが、本像は実際に1,000本の手を表した例で、大手42本の間に小手をびっしりと植え付ける。現状は大手42本、小手911本、計953本であるが、制作当初は計1,000本の手を有したものと思われる。
像が脇手に持っている持物（じもつ）はその大部分が後補だが、なかには宮殿、蓮華など当初のものもある。本像は盧舎那仏像と同様、1999年度から2002年度にかけて保存修理が行われ、このときにすべての脇手をいったん取り外し、保存処置をしてから元に戻した。修理時に、寺内の収蔵庫から、本像の背面裾部分の断片が発見され、修理後はこの断片を本来の位置に復元している。
- 木造梵天・帝釈天立像（国宝） - 像高はそれぞれ186.2および188.2センチメートル。奈良時代末期 - 平安時代初期。
- 木造四天王立像（国宝） - 像高は185.0 - 188.5センチメートル。奈良時代末期 - 平安時代初期。

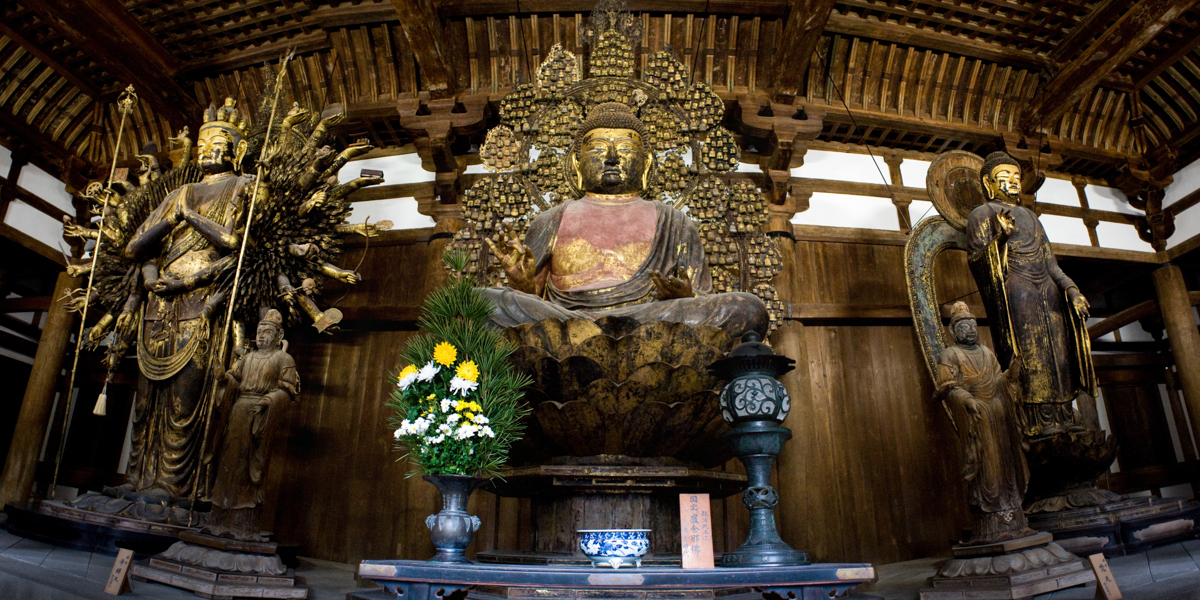
金堂内部の諸仏 向かって右より薬師如来立像、盧舎那仏坐像、千手観音立像 手前に立つのは向かって右が梵天立像、左が帝釈天立像（各像とも国宝）

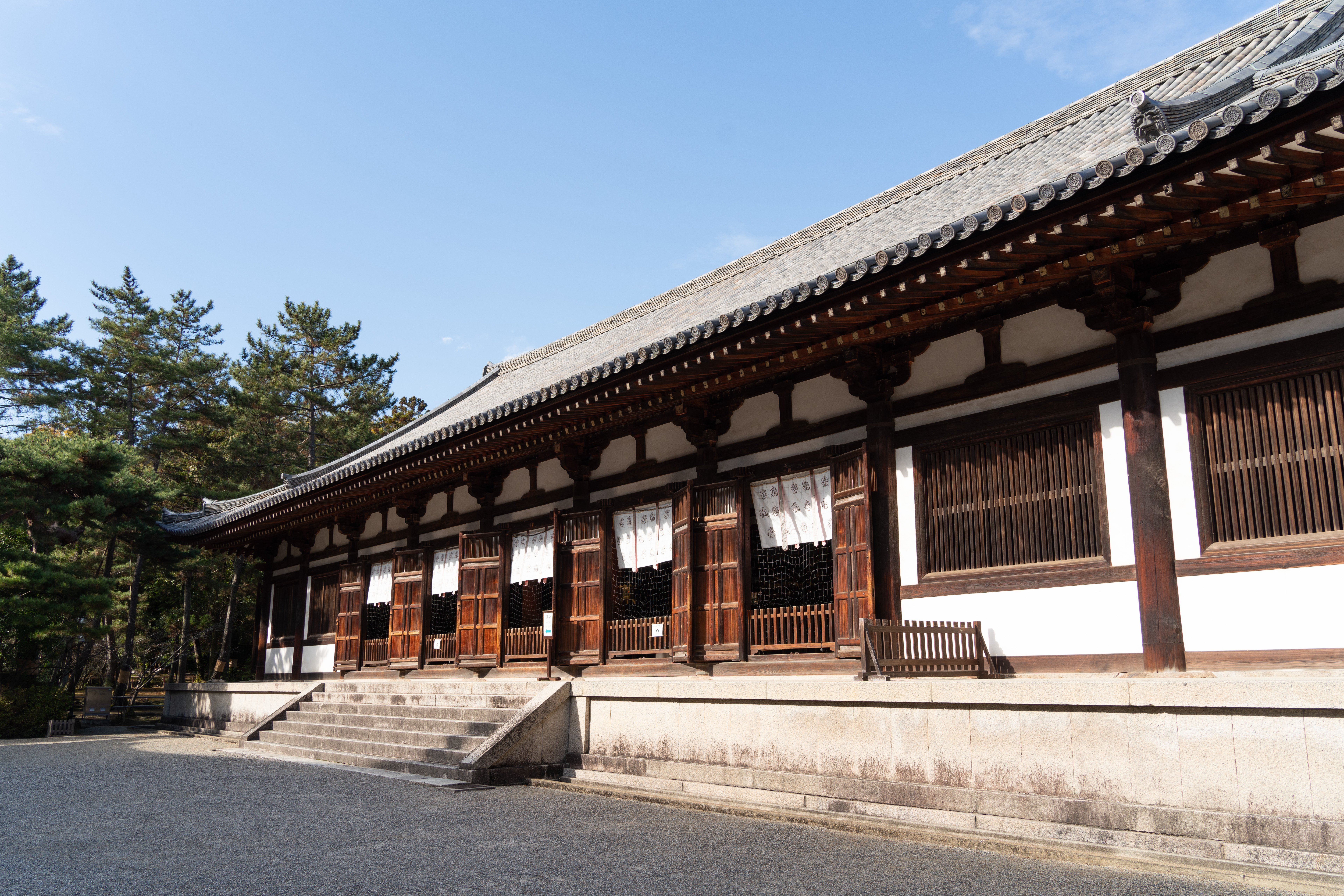
講堂

## 講堂
国宝。入母屋造、本瓦葺き。正面9間、側面4間。平城宮の東朝集殿を移築・改造したもので、天平宝字4年（760年）頃、平城宮の改修に伴って移築された。東朝集殿は、壁や建具のほとんどない開放的な建物で、屋根は切妻造であったが、寺院用に改造するにあたって、屋根を入母屋造とし、建具を入れている。鎌倉時代の建治元年（1275年）にも改造されているが、奈良時代宮廷建築の唯一の遺構として極めて貴重である。堂内には本尊弥勒如来坐像（重要文化財、鎌倉時代）と、持国天、増長天立像（国宝、奈良時代）を安置する。1970年（昭和45年）に新宝蔵が完成するまでは、堂内に多数の仏像を安置していた。また、講堂は僧侶が習学するための空間であったことから講師、読師が座る論義台が置かれる。
- 木造弥勒仏坐像（重要文化財） - 像高283.3センチメートル。鎌倉時代の作。膝裏には弘安10年（1287年）の記があるが、『招提千歳伝記』によると開眼供養は5年後の正応5年（1292年）である。
- 木造持国天、増長天立像 - 像高はそれぞれ132.5及び128.2センチメートル。甲（よろい）の文様の彫り口などに唐時代の石彫との類似が指摘され、鑑真と共に来朝した工人が制作に関与したと推定される。

## 御影堂
重要文化財。文化財指定名称は「旧一乗院 宸殿 殿上及び玄関」。鑑真の肖像彫刻（国宝）を安置する（開山忌前後の6月5日 - 7日のみ公開）。建物は興福寺の有力な子院であった一乗院の宸殿で、慶安2年（1649年）の建立。一乗院が廃寺となった後、奈良県庁とされたり、1962年までは奈良地方裁判所の庁舎として使用され、1964年（昭和39年）に唐招提寺に移築された。障壁画は鑑真像に奉納するため、1971年から1982年にかけて日本画家東山魁夷によって新たに描かれたもの。
- 乾漆鑑真和上坐像（国宝） - 像高80.1センチメートル。伝承によれば鑑真の弟子の忍基が、唐招提寺の講堂の梁が折れる夢を見、師僧の死去が間近いことを知って造らせたものという。鑑真が没した天平宝字7年（763年）頃の作と推定され、日本最古の肖像彫刻といわれている。脱活乾漆造だが、膝上で組んだ両手は木製である。肖像彫刻としては異例の、目を閉じた形に表される。この像は1977年にはパリのプティ・パレ美術館で展示され、1980年には中国に「里帰り」して揚州（鑑真の故郷）と北京で公開された。2013年、複製像が制作された。
- 御影堂障壁画 - 東山魁夷筆[32]。足かけ10年以上にわたり、作者が日本と中国の各地でのスケッチを基に制作したもので、鑑真に故郷中国と日本の風景を奉納し、御霊を慰めるという趣旨で描かれたものである。中国の安徽省にある黄山の幻想的な風景を墨だけで写し出している。東山は生前「黄山を見れば、あらゆる山水画の技法がそこから生まれたことがわかる」と語っている。御影堂の南側は東の「宸殿の間」に『濤声』16面、西の「上段の間」に『山雲』10面（床の間、床脇、天袋含む）を描く。これらは彩色画で、日本の海と山の風景を表し、1975年に完成したものである。御影堂の北側は、鑑真像の厨子がある「松の間」に『揚州薫風』26面、西の「桜の間」に『黄山暁雲』8面、東の「梅の間」に『桂林月宵』8面、これらは水墨画で、鑑真の故郷揚州を含む中国の風景を表し、1980年に完成したものである。厨子内壁には『瑞光』（1981年作）を描く[33]。

## 新宝蔵
1970年に完成した鉄筋コンクリートの収蔵庫。例年春と秋に期日を限って公開される。金堂にあった木造大日如来坐像（重要文化財）の他、「旧講堂木彫仏群」といわれる、もと講堂に仮安置されていた奈良時代末期から平安時代前期の一木彫仏像群が収蔵され、一部が展示されている。
- 木造大日如来坐像（重要文化財） - 像高352.7センチメートル。もと西山大日堂（廃絶）の本尊と伝え、新宝蔵ができるまでは金堂東側の外陣にあった。平安時代初期の作。
- 木造伝・薬師如来立像（国宝） - 像高160.2センチメートル。奈良時代。
- 木造伝・衆宝王菩薩立像（国宝） - 像高173.2センチメートル。奈良時代。
- 木造伝・獅子吼菩薩立像（国宝） - 像高171.8センチメートル。奈良時代。

かつて講堂内には由来不詳の破損仏が多数安置されていた。それらは新宝蔵に移され「旧講堂木彫仏群」と称されている。中でも、上の3像と、現在も講堂にある持国天、増長天立像は作風に唐風が強く、鑑真とともに来日した工人が制作に関与したと推定される。奈良時代には銅造、乾漆造、塑造の仏像が盛んに造られ、純粋の一木造の作品はむしろ少ないが、上記の薬師如来、衆宝王菩薩、獅子吼菩薩の各像はいずれもヒノキまたはカヤの一木造で、素地仕上げとし、内刳りを施さず、足下の台座蓮肉まで一木で造るなど、技法に共通点が多い。薬師如来像は京都・神護寺の薬師如来像との様式的つながりが注目される。衆宝王菩薩像、獅子吼菩薩像は破損が激しいが、元は前者が三眼六臂、後者が三眼四臂の不空羂索観音として造立されたものと推定される。
- 木造如来形立像（にょらいぎょうりゅうぞう、重要文化財） - 像高154.0センチメートル（現存部）。頭部、両手先、両脚先を欠失する。「唐招提寺のトルソー」の通称で著名な像である。服制から如来像とみられるが、本来の像名が不明なため、「如来形」像と呼ばれる。上記の薬師如来、衆宝王菩薩、獅子吼菩薩とは異なって、内刳りを施し、本体と台座は別材から造っており、和様化の進んだ平安時代初期の作とみられる。太い衣文と細く鋭い衣文を交互に表す翻波式衣文や、大腿部の量感を強調した表現は平安初期彫刻にしばしば見られるものである。

## 伽藍

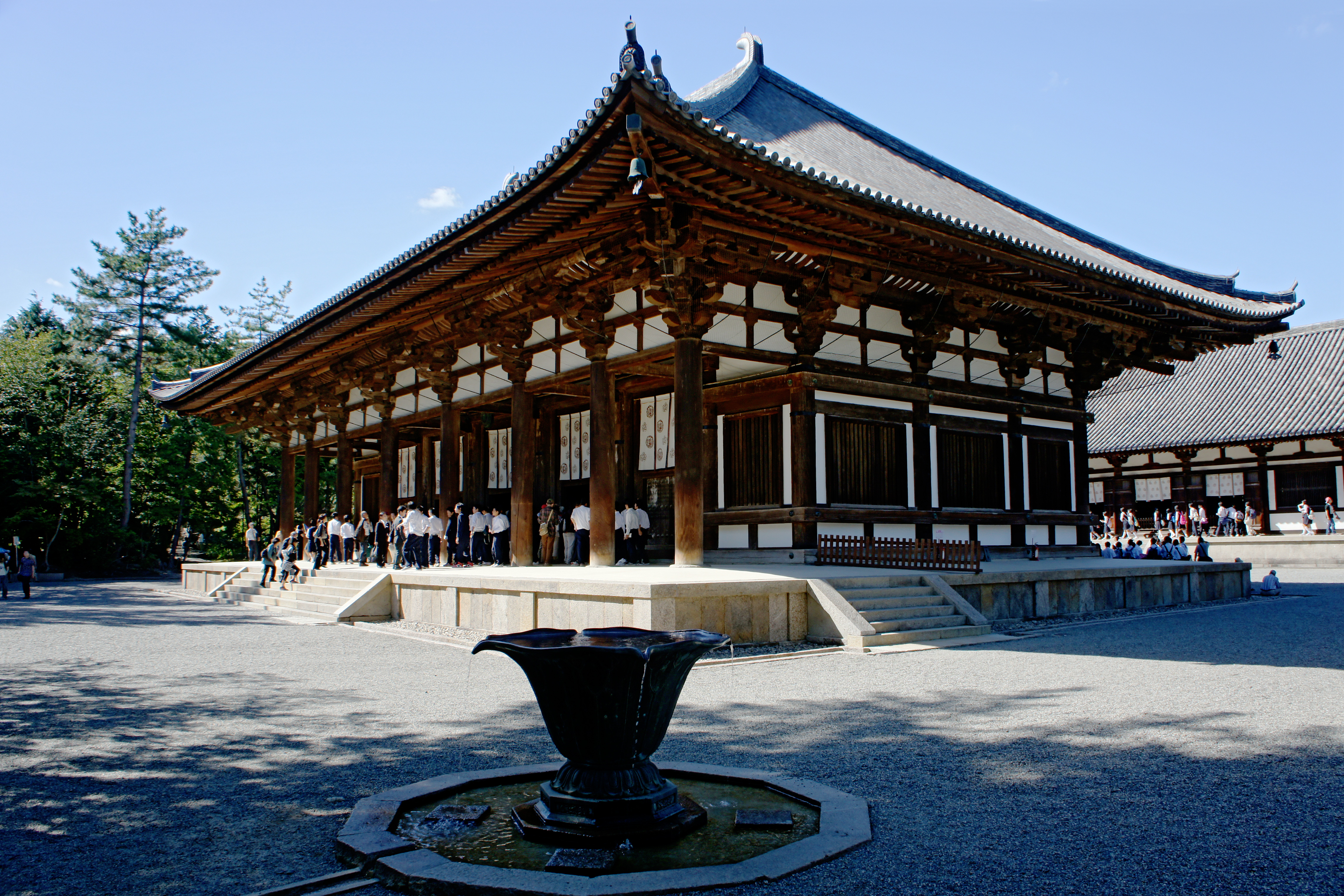
金堂（南東より望む）

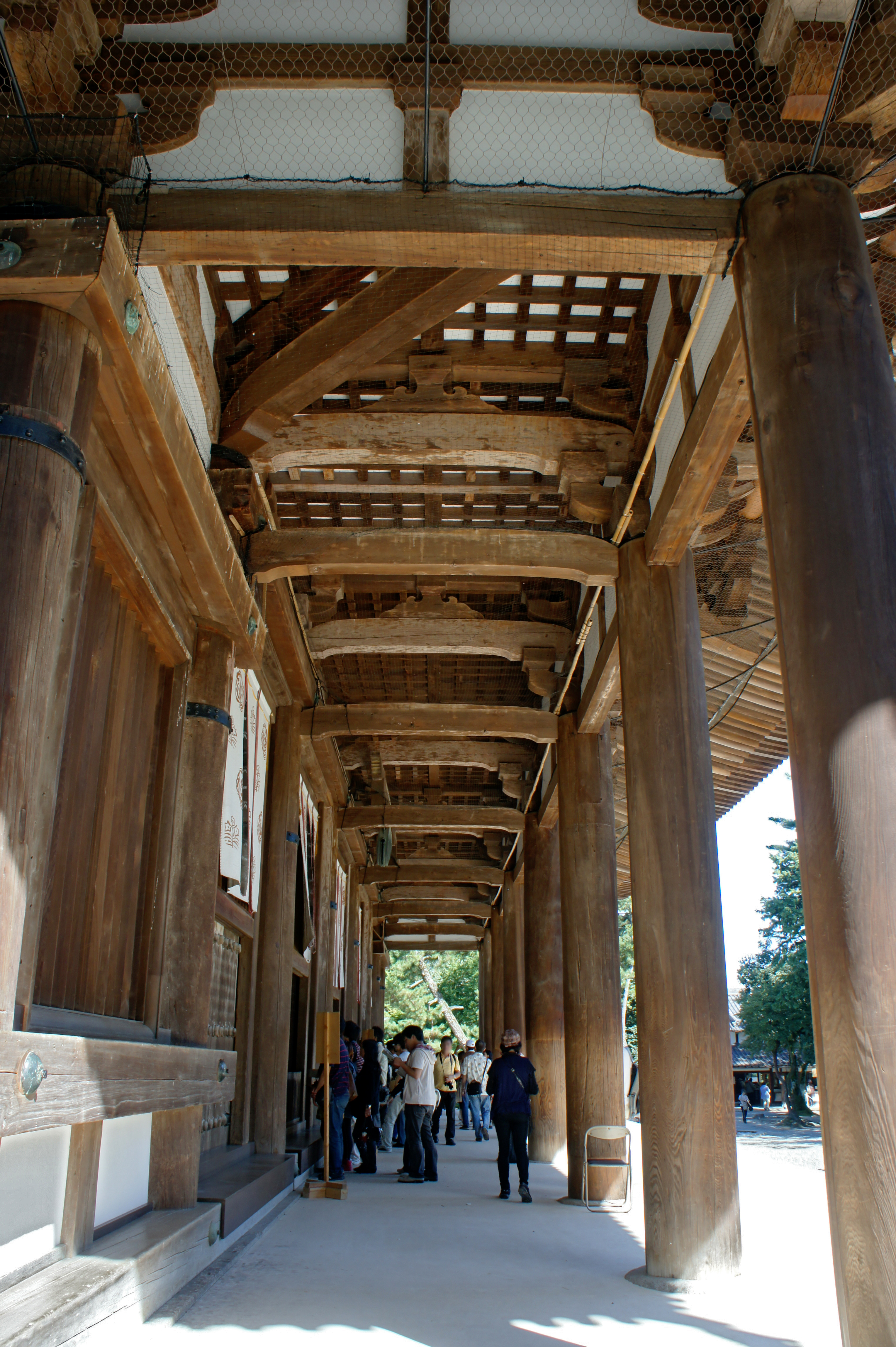
金堂 正面吹き放し部

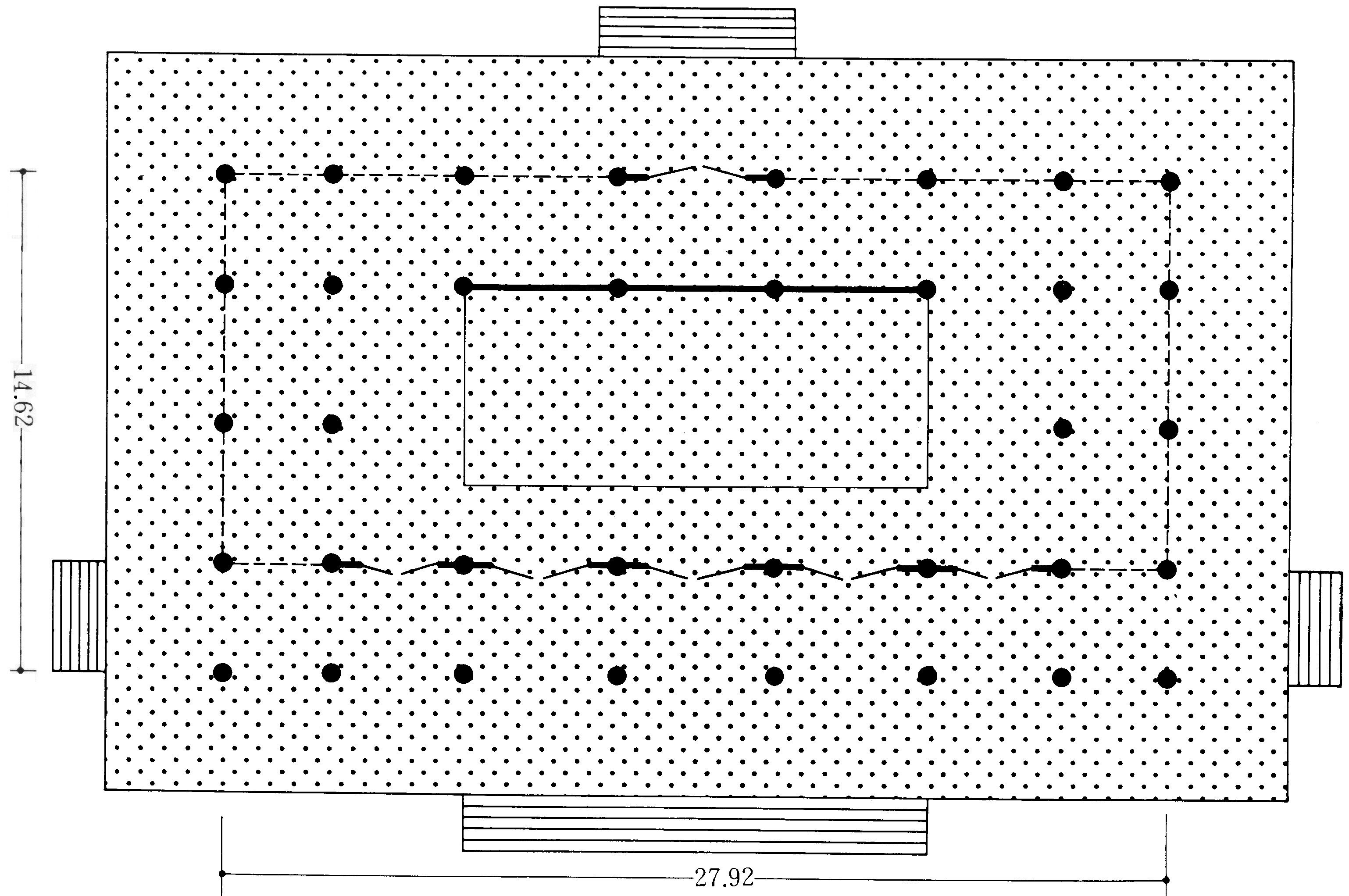
金堂平面図

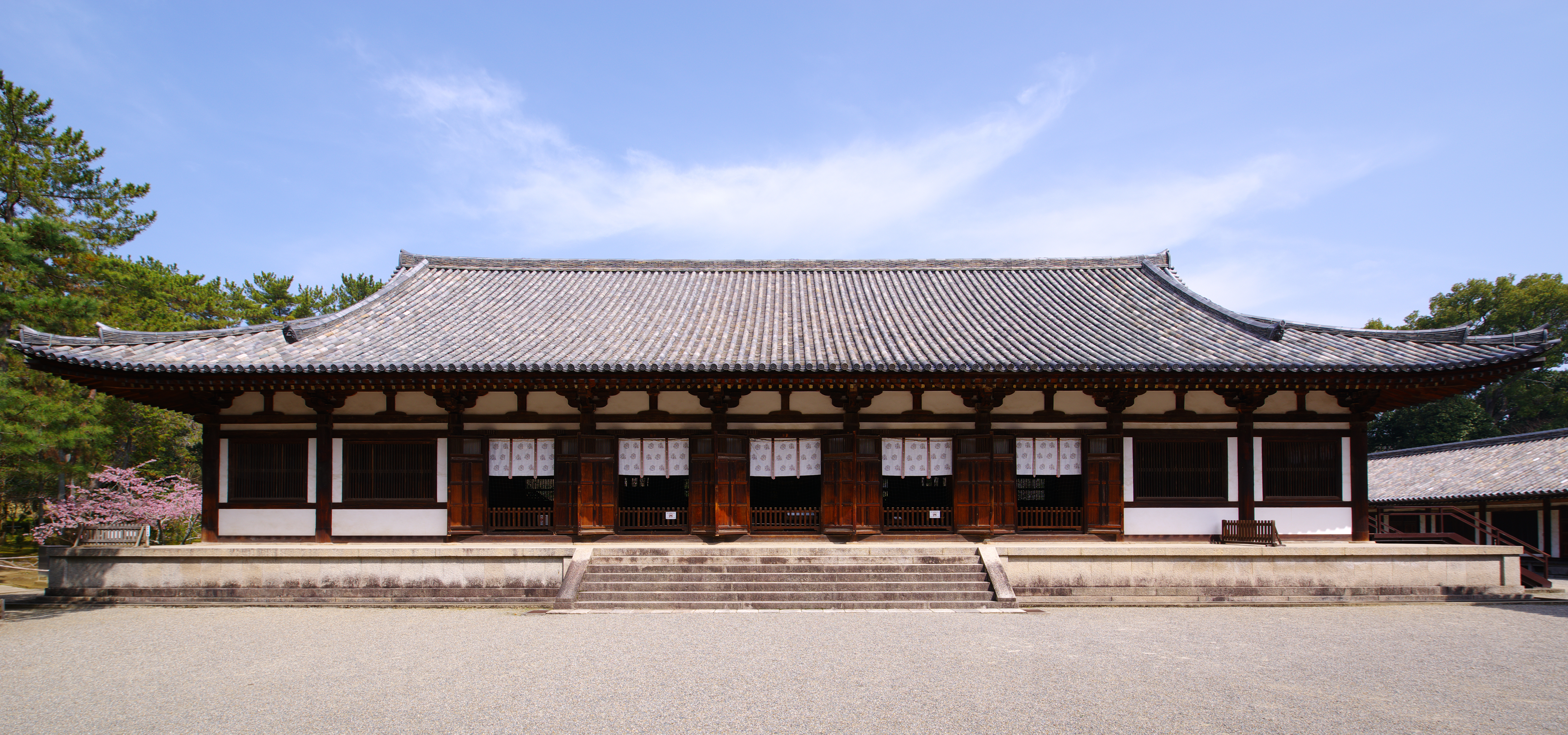
講堂

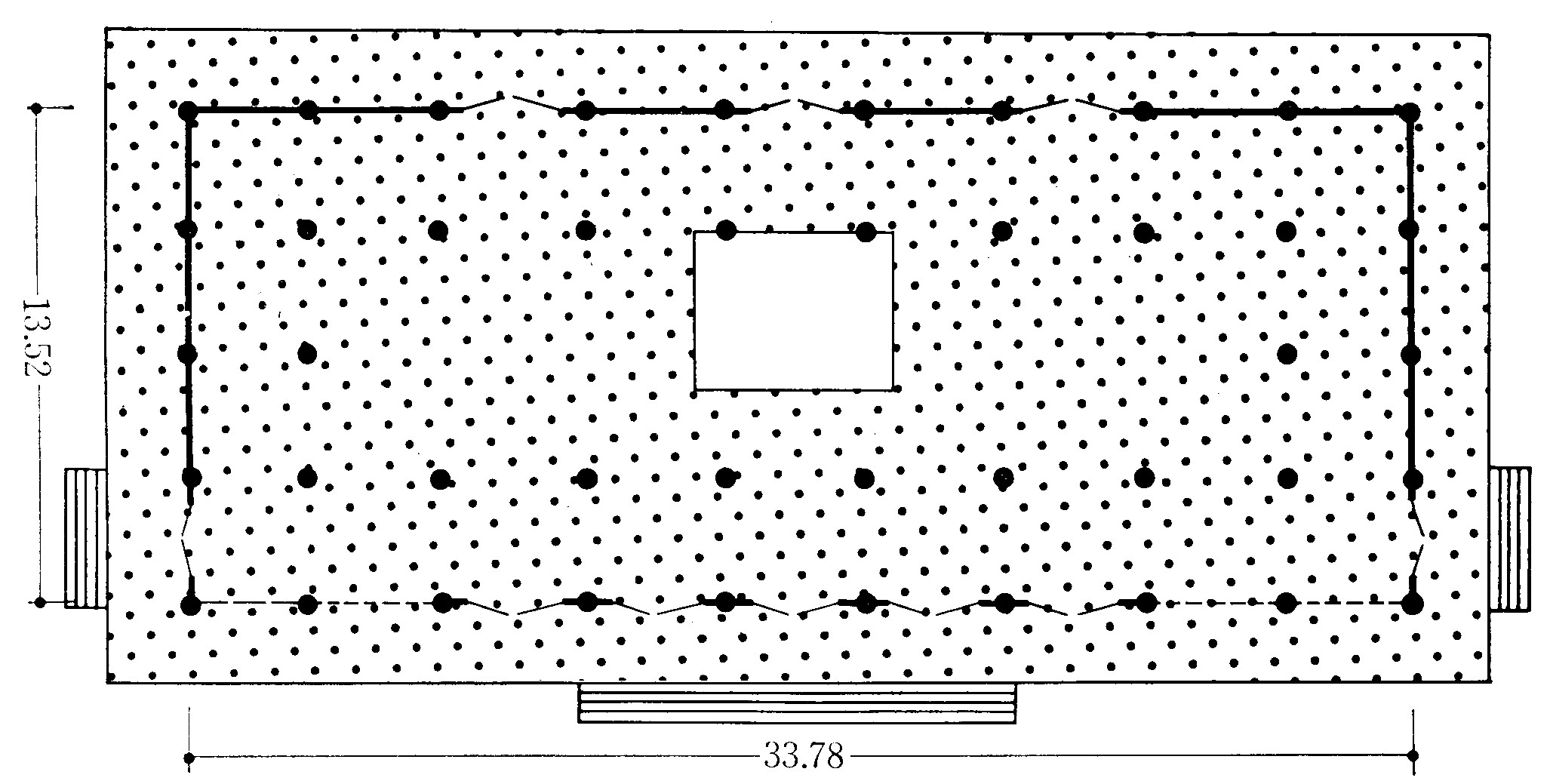
講堂平面図

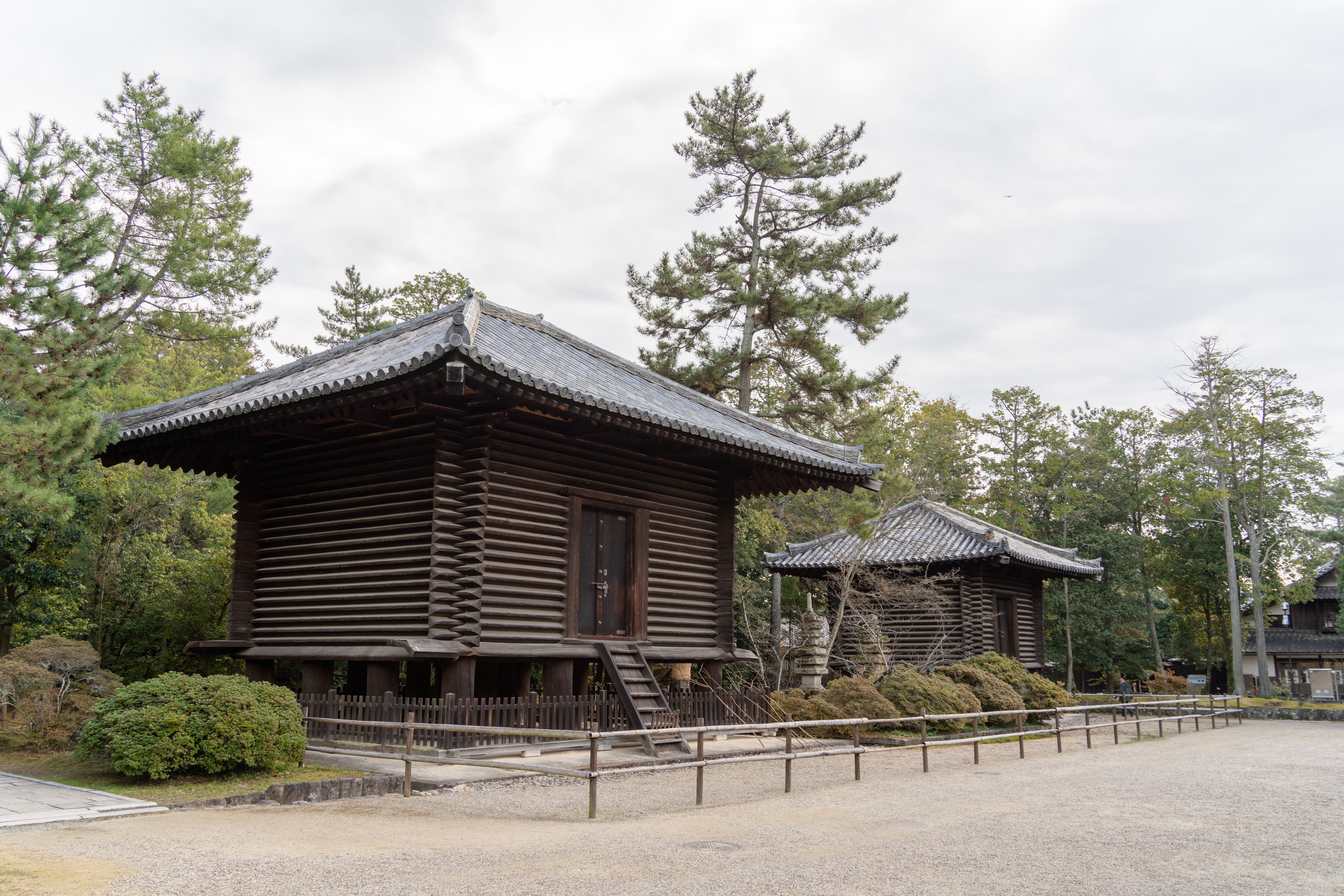
宝蔵・経蔵

南大門を入ると正面に金堂（国宝）、その背後に講堂（国宝）がある。かつては南大門と金堂の間に中門があり、中門左右から回廊が出て金堂左右に達していた。金堂・講堂間の東西にはそれぞれ鼓楼（国宝）と鐘楼がある。講堂の東方には南北に長い東室（ひがしむろ、重要文化財）があるが、この建物の南側は礼堂（らいどう、重要文化財）と呼ばれている。講堂の西にあった西室、北にあった食堂（じきどう）は今は失われている。この他、境内西側には戒壇、北側には鑑真廟、御影堂、地蔵堂、中興堂、本坊、開山堂、東側には宝蔵（国宝）、経蔵（国宝）、新宝蔵、東塔跡などがある。
- 金堂（国宝） - 奈良時代の建立。解説は既述。
- 鐘楼 - 梵鐘（重要文化財）は平安時代に造られたもの。
- 鼓楼（国宝） - 舎利殿。鎌倉時代の仁治元年（1240年）建立。金堂・講堂の東側に建つ小規模な楼造（2階建）の建物。入母屋造、本瓦葺き。頭貫は端部を大仏様（だいぶつよう）の木鼻とする。西側の対称的位置に建つ鐘楼に対し「鼓楼」と称するが、この建物には太鼓ではなく、鑑真が唐から請来した仏舎利を安置しており、そのため舎利殿とも称する。毎年、5月19日に行われる梵網会（ぼんもうえ、通称「うちわまき」）の際は、この建物の楼上から縁起物のうちわが撒かれる。
- 講堂（国宝） - もともとは平城宮の東朝集殿で、天平宝字4年（760年）頃、現在地に移築・改築。解説は既述。
- 訶梨帝母社
- 開山堂 - もともとは元禄年間（1688年 - 1704年）に徳川将軍家歴代の位牌を祀る御霊殿として建立されたものだが、1881年に現在地に移築されると、国宝の鑑真和上坐像を安置する開山堂とされた。その後、鑑真和上坐像が御影堂に移されると、覚盛上人、聖武天皇、徳川家康を祀って「本願殿」と改称されるが、2013年に再び開山堂に戻された。現在は鑑真和上坐像の「御身代わり像」が祀られている。
- 礼堂（重要文化財） - もとの僧房を弘安6年（1283年）に改築したもの。鼓楼の東にある南北に細長い建物。桁行19間、梁間4間、入母屋造、本瓦葺き。中央やや南寄りに馬道（めどう、土間の通路）があり、それより北の10間分が東室、南の8間は仏堂となり、隣の鼓楼（舎利殿）に安置された仏舎利を礼拝するための堂として礼堂（らいどう）と呼ばれる。礼堂内には清凉寺式釈迦如来立像（重要文化財）と日供舎利塔（重要文化財）を安置する。
  - 木造釈迦如来立像 - 像高166.7センチメートル。京都・嵯峨清凉寺にある、三国伝来の霊像として信仰を集める釈迦像の様式を模した「清凉寺式」と呼ばれる形式の釈迦像である。中興の祖の覚盛が始めた釈迦念仏会（ねんぶつえ）という行事の本尊として造立されたものであり、像内納入文書により正嘉2年（1258年）の造立と判明する。釈迦念仏会に合わせ、10月21日 - 23日のみ公開される。
- 東室（重要文化財）
- 宝蔵（国宝） - 礼堂の東側に並んで建っている校倉造倉庫（北が宝蔵、南が経蔵）。奈良時代の建立。寄棟造。宝蔵と経蔵の外観は似ているが、規模は経蔵の方がやや小さい。軒を支える構造には両者で違いがある。経蔵では最上段の校木の上に桁（けた）という方形断面の水平材を入れて軒を支えているのに対し、宝蔵では上から1段目と2段目の校木を他より長く造り（持ち送り）、これが直接軒を支えている。宝蔵は当地が寺になってからの建物であると推定されている[注釈 2][34]。
- 七重石塔
- 五重石塔
- 経蔵（国宝） - 奈良時代の建立。経蔵は唐招提寺創建以前、当地が新田部親王邸であった時代からの建物で、米倉を改造したものといわれる。現在[いつ?]は寄棟造になっているが、もともとは切妻造であった。唐招提寺で最も古い建造物であり、日本最古の校倉造の建物である。
- 滄海 - 池。
- 新宝蔵 - 1970年築。解説は既述。
- 戒壇 - 境内西側にある。戒壇は、出家者が正式の僧となるための受戒の儀式を行う場所。戒壇院の建物は江戸時代末期の嘉永元年（1848年）に放火により焼失して以来再建されず、3段の石壇のみが残っている。1978年にインド・サンチー式の古塔を模した宝塔が壇上に置かれた。唐招提寺の戒壇は創建時建立説と、鎌倉時代の弘安7年（1284年）初建立説とがある。
- 蓮池
- 應量坊 - 塔頭。
- 醍醐井戸 - 井戸の近くには東塔の礎石だとされている石が4つ置かれている。
- 本坊蔵松院
  - 庫裏
  - 客殿
  - 表門
- 牟尼蔵院
- 中興堂 - 1999年建立。重要文化財の木造大悲菩薩坐像（中興の祖・覚盛の肖像）を祀る。通常は非公開。
- 地蔵堂 - 重要文化財の木造地蔵菩薩立像を安置する。地蔵盆（8月23・24日）の期間のみ公開。
- 御影堂（重要文化財） - もともとは興福寺一乗院の宸殿。1964年に現在地に移築された。解説は既述。
- 旧一乗院僧正門（奈良県指定有形文化財）
- 茶室「三暁庵」
- 鑑真和上御廟 - 開山御廟とも呼ばれる。
- 趙紫陽手植えの科瓊花（けいか） - 1982年6月に来日した中華人民共和国首相（当時）の趙紫陽が植えたもの。瓊花は鑑真和上の故郷である現・中国の江蘇省揚州市の名花である。
- 池
- 戒学院
- 東門
- 水鏡天神社 - 祭神：菅原道真、気比大神、天照天神、春日大神。かつての鎮守社。明治時代の神仏分離で唐招提寺から独立したが、現在[いつ?]管理は唐招提寺が行っている。
- 東塔跡 - 五重塔の跡。基壇が残る。『日本紀略』によれば、弘仁元（810年）の創建。享和2年（1802年）落雷で焼失した。水鏡天神社の境内地にある。
- 弁天社
- 弁天池
- 寺務所
- 南大門 - 天平様式を模して1960年に再建された。柱五間の中央を三扉とする切妻造の門。複製ではあるが掛けられている勅額「唐招提寺」は孝謙天皇の宸筆である。
- 西塔跡 - 唐招提寺戒壇院近くの寺域外の私有地に、西塔が存在したという伝承地がある。ただ、存在を伝える史料もあるが、跡地は発掘等もされておらず定かではない。
- 西方院 - 境外塔頭。唐招提寺奥の院。少し西にある。

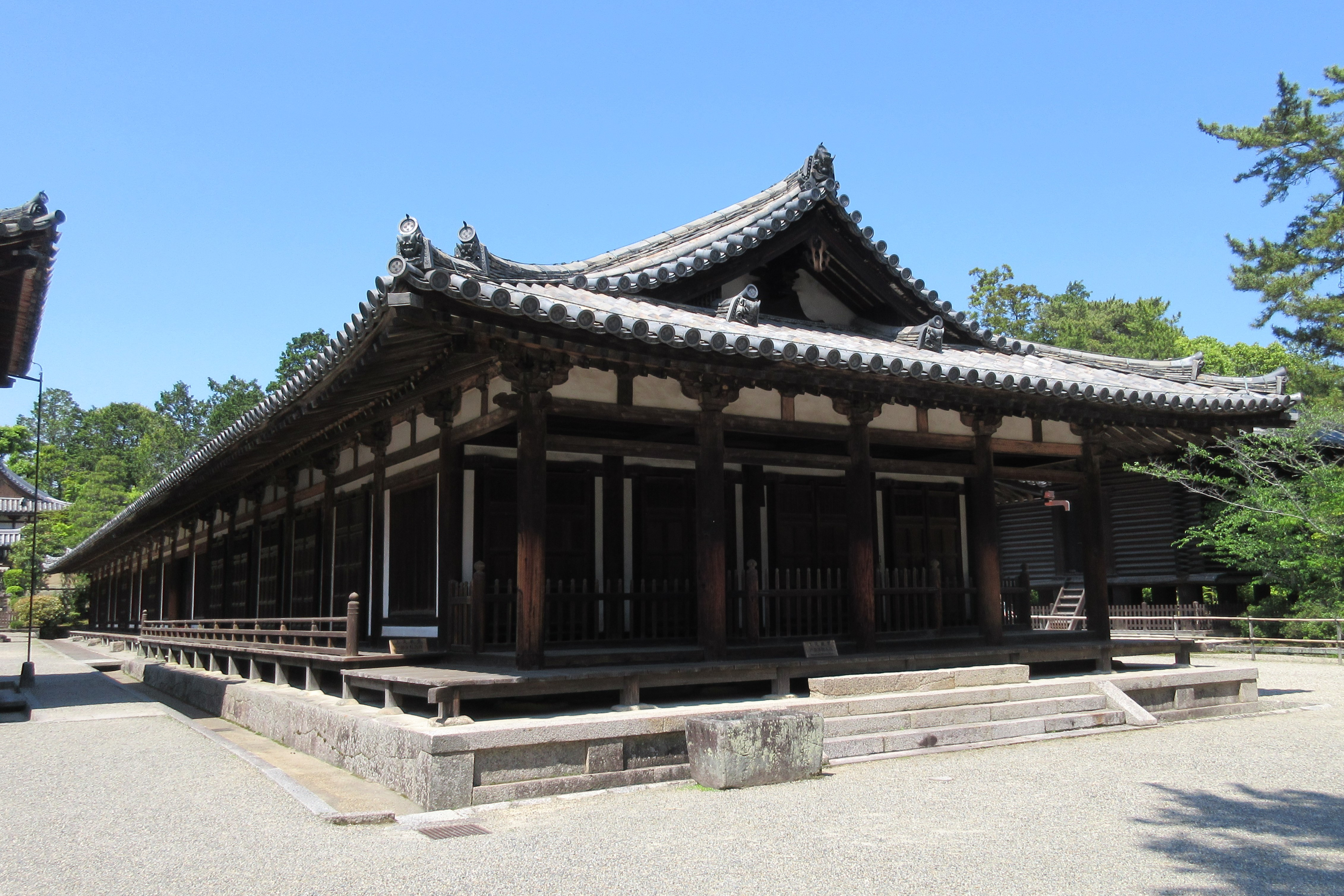
礼堂
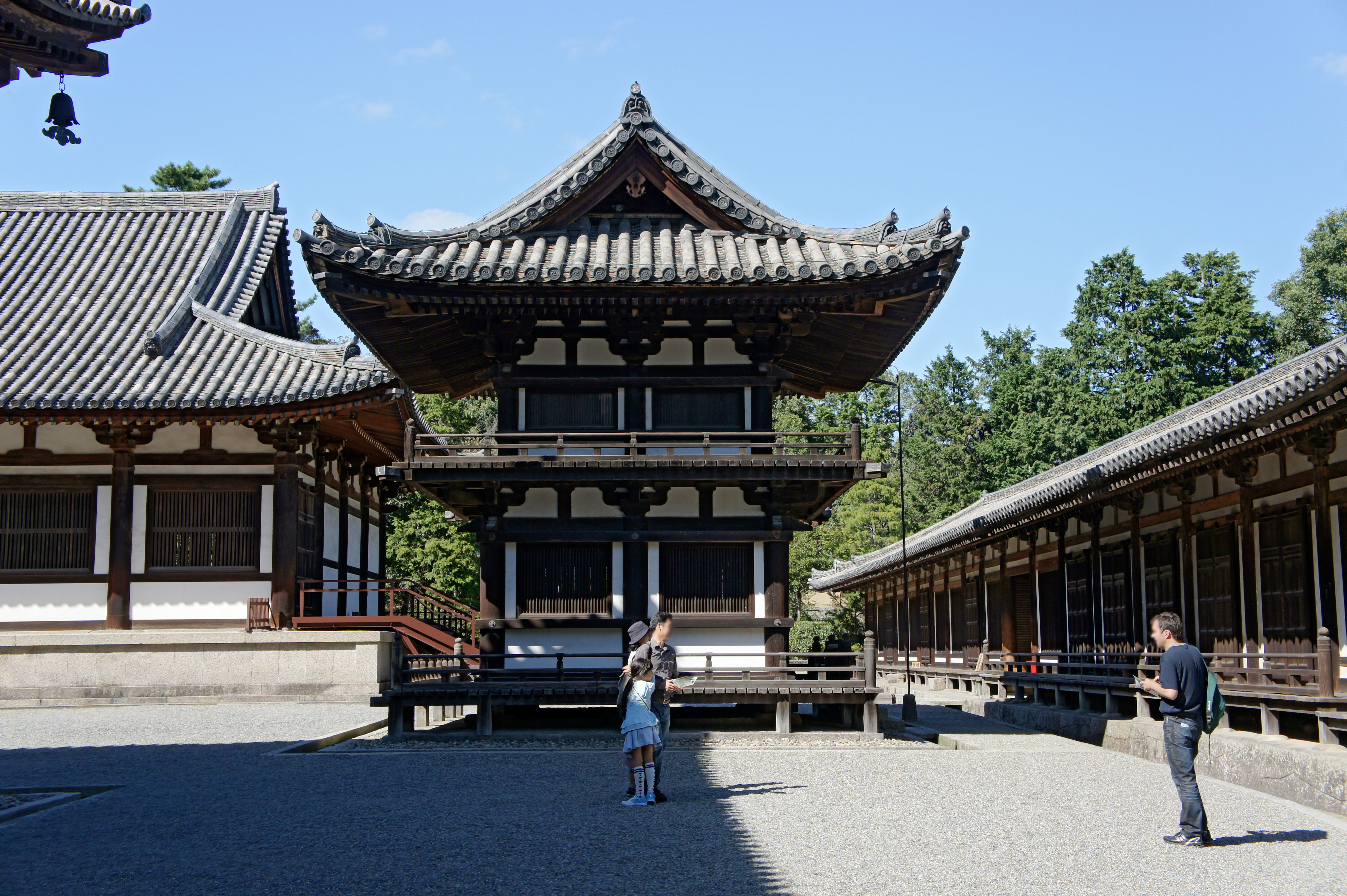
鼓楼
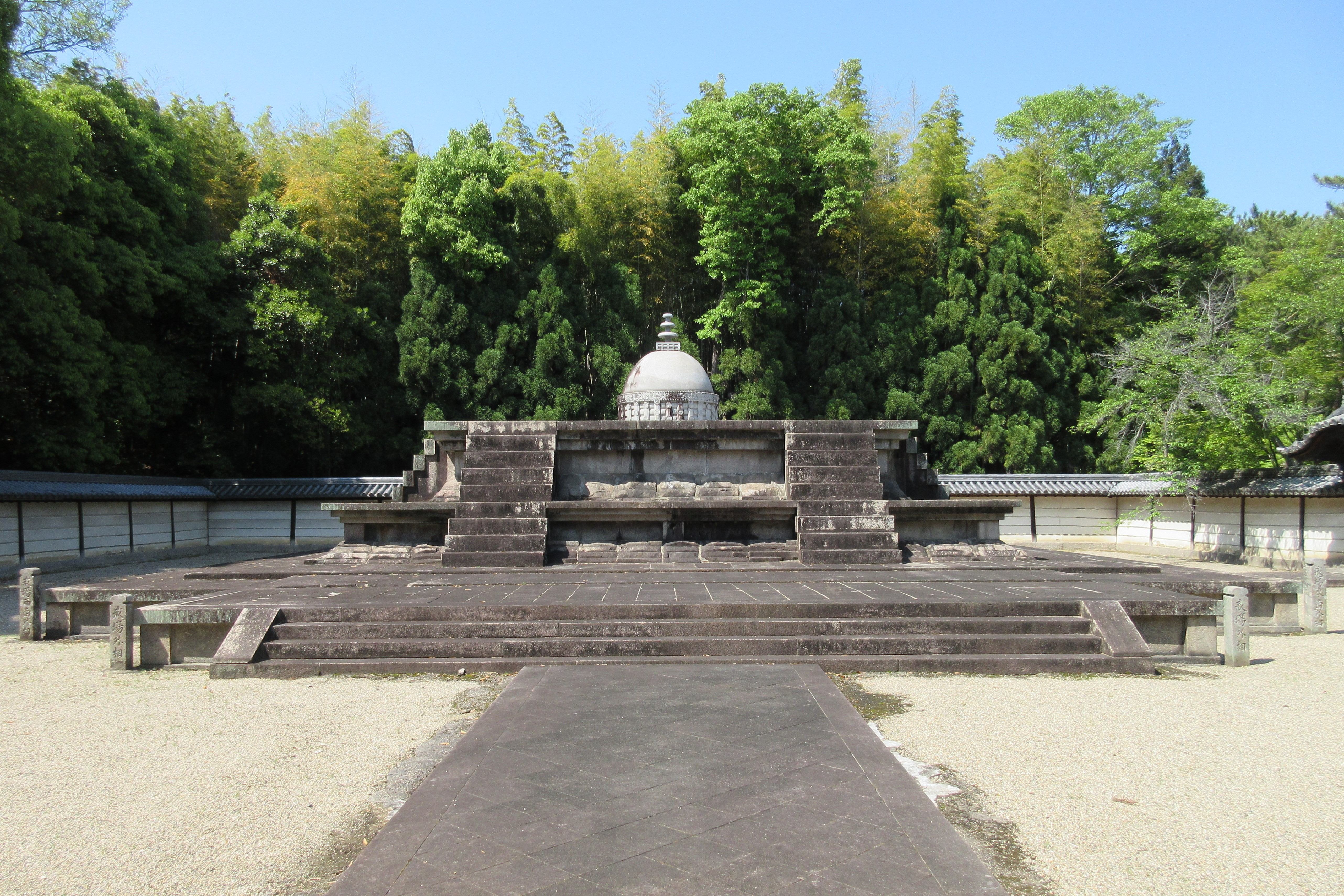
戒壇
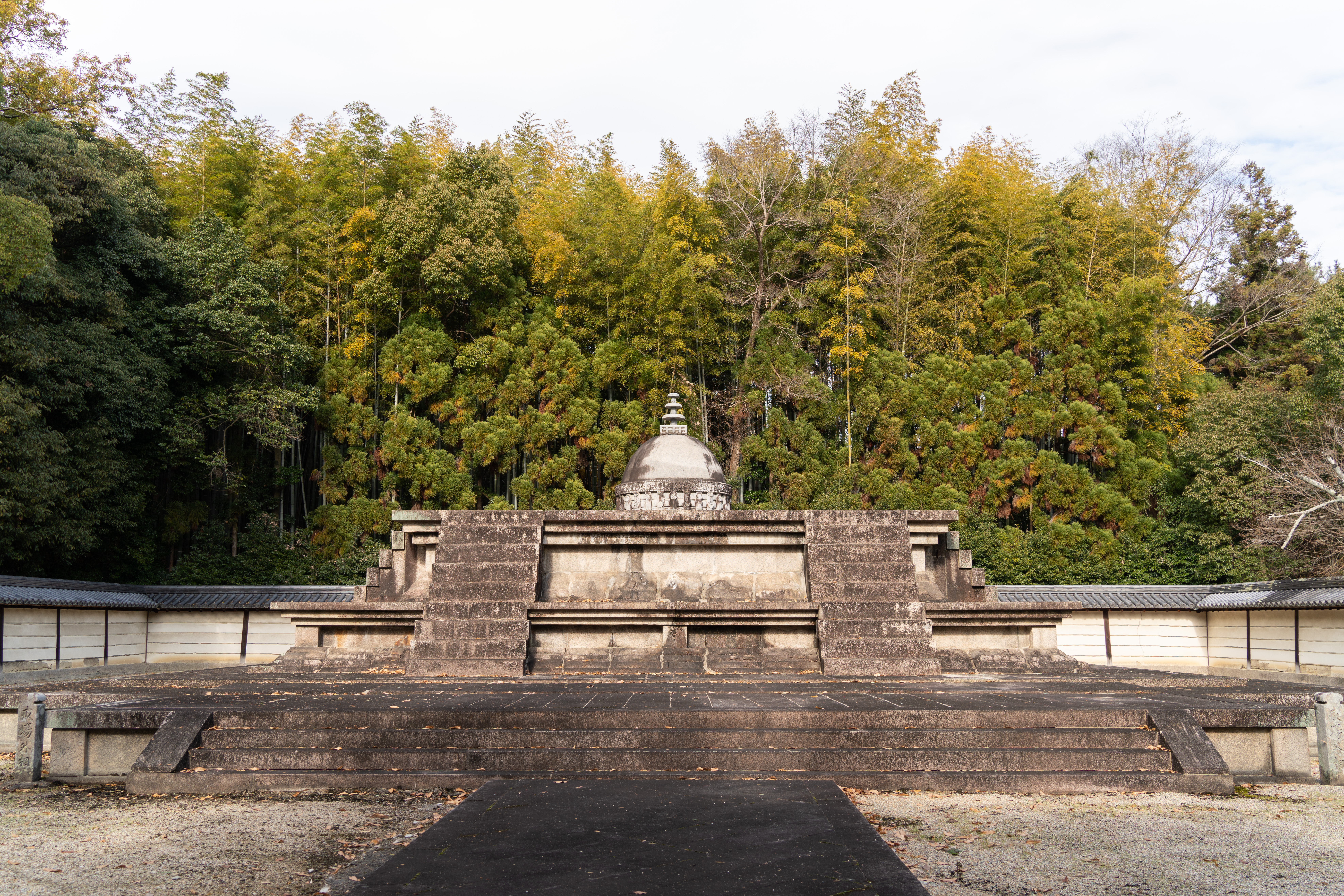
戒壇
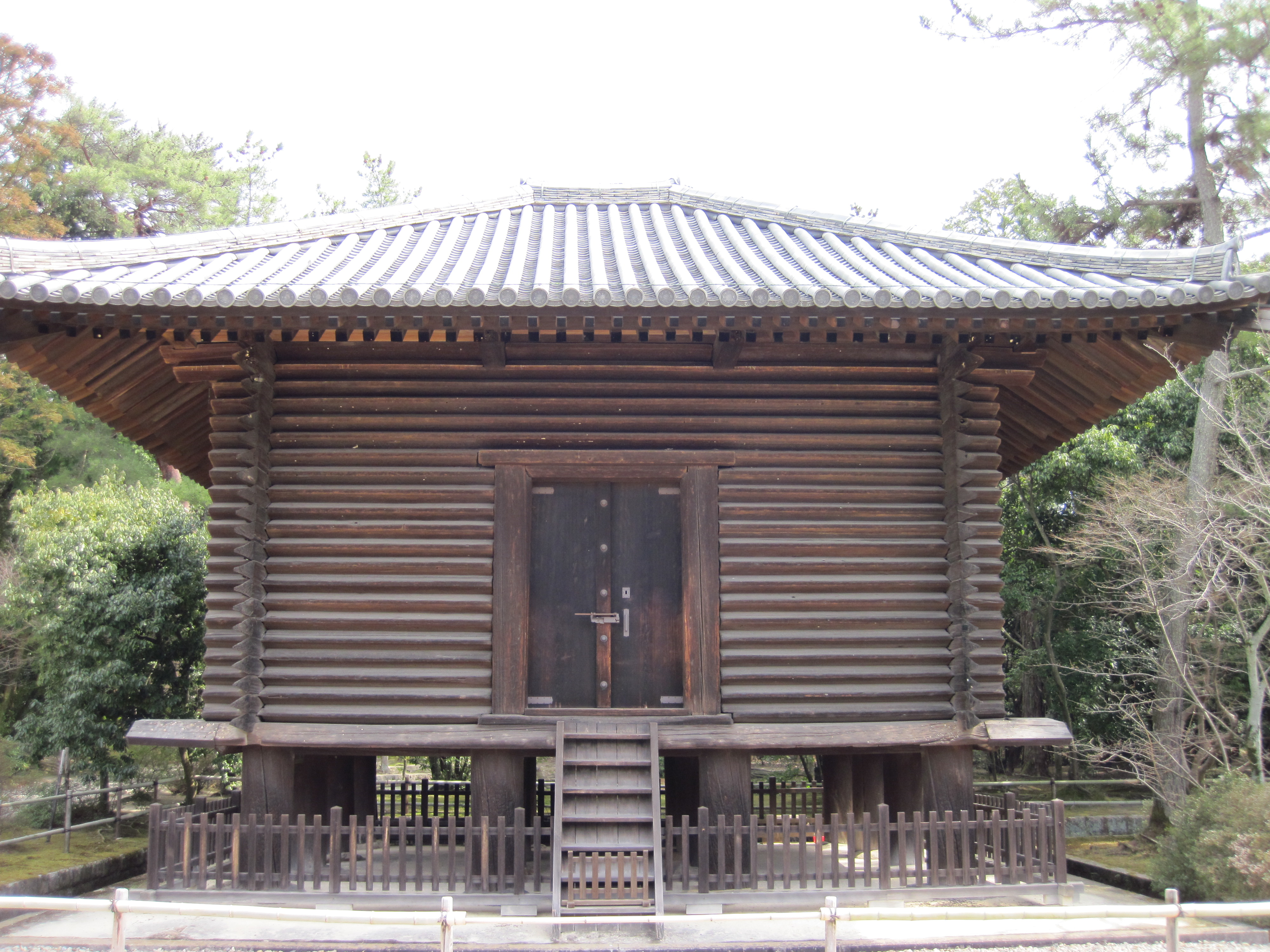
宝蔵
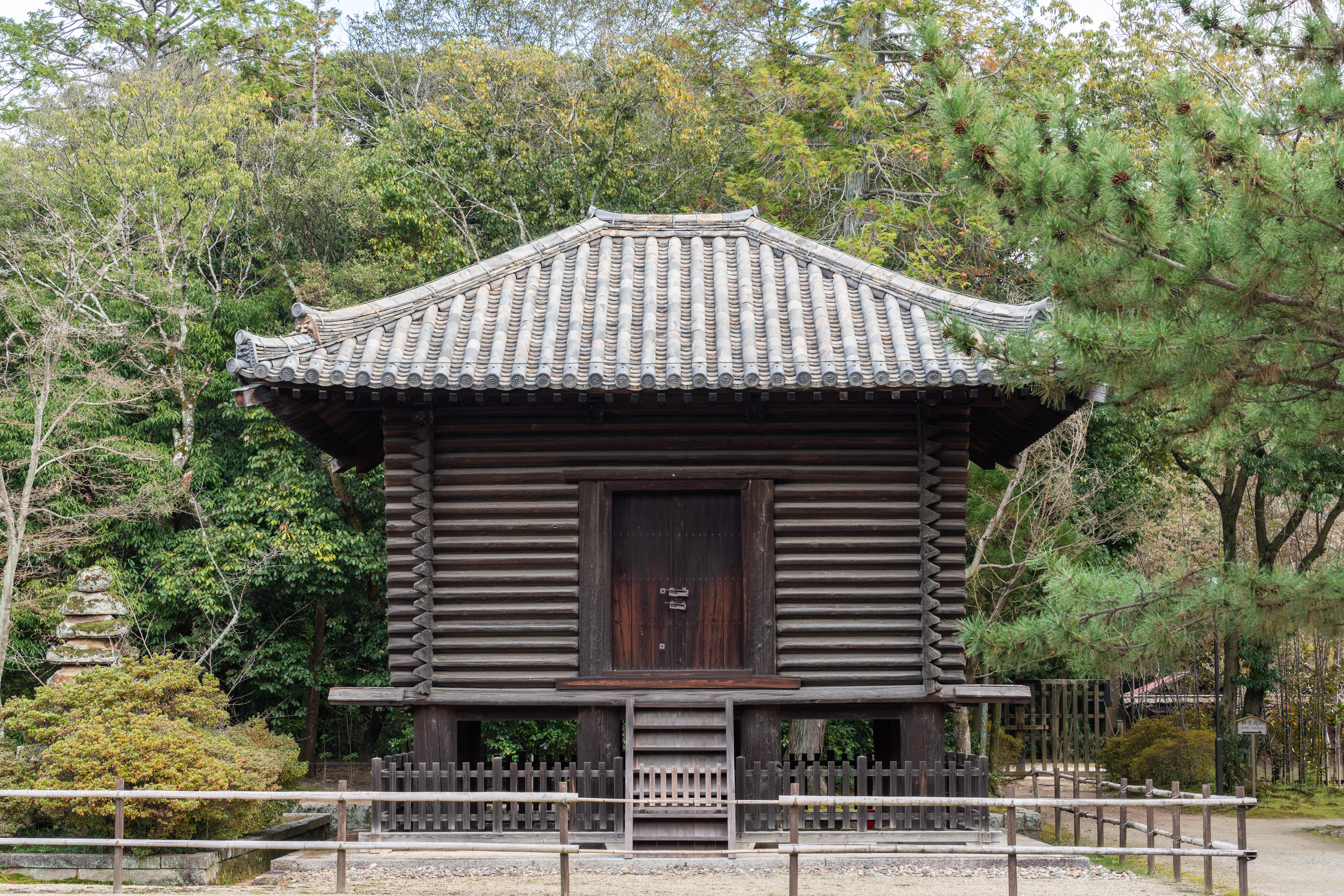
経蔵
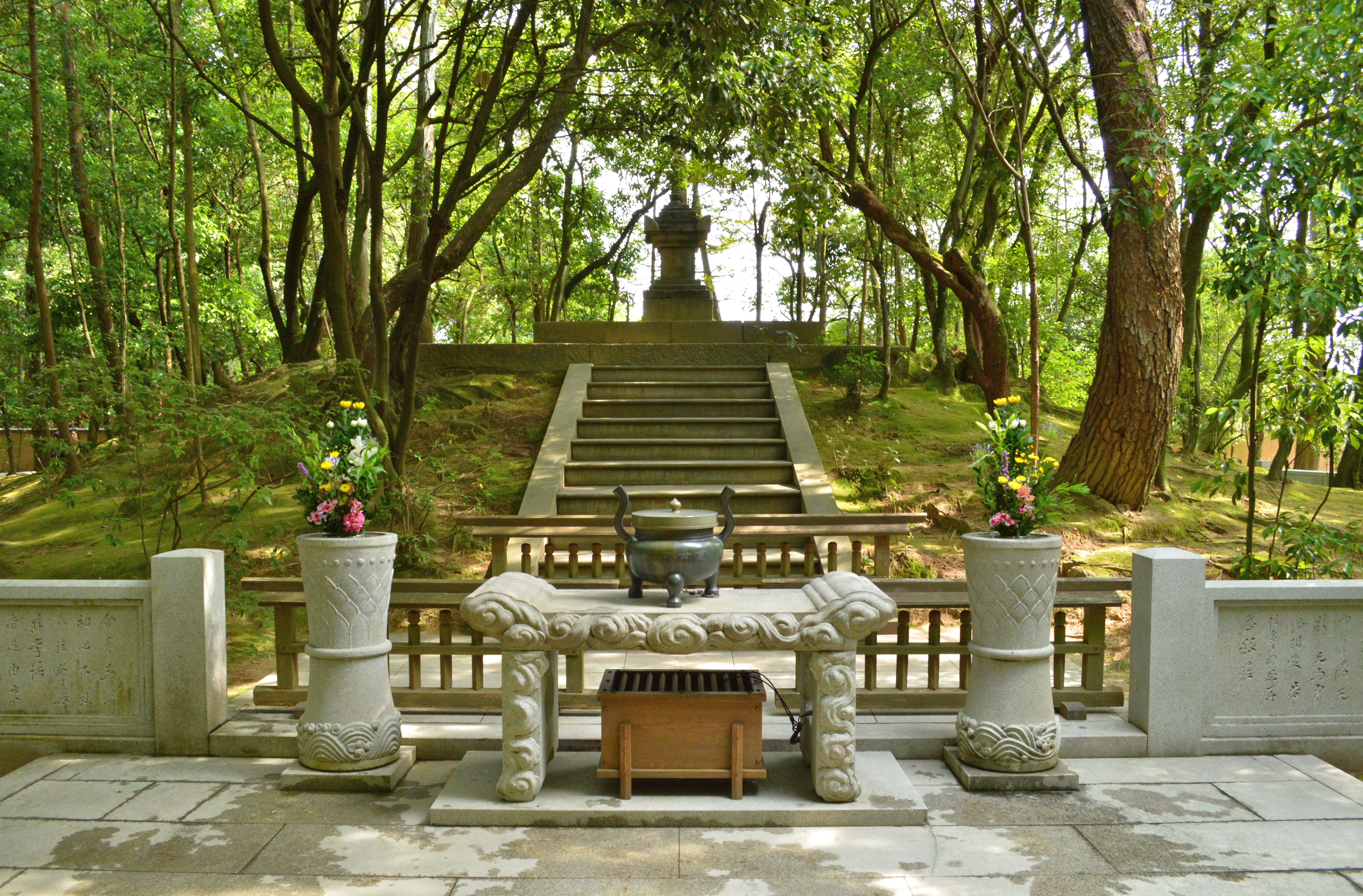
鑑真和上御廟
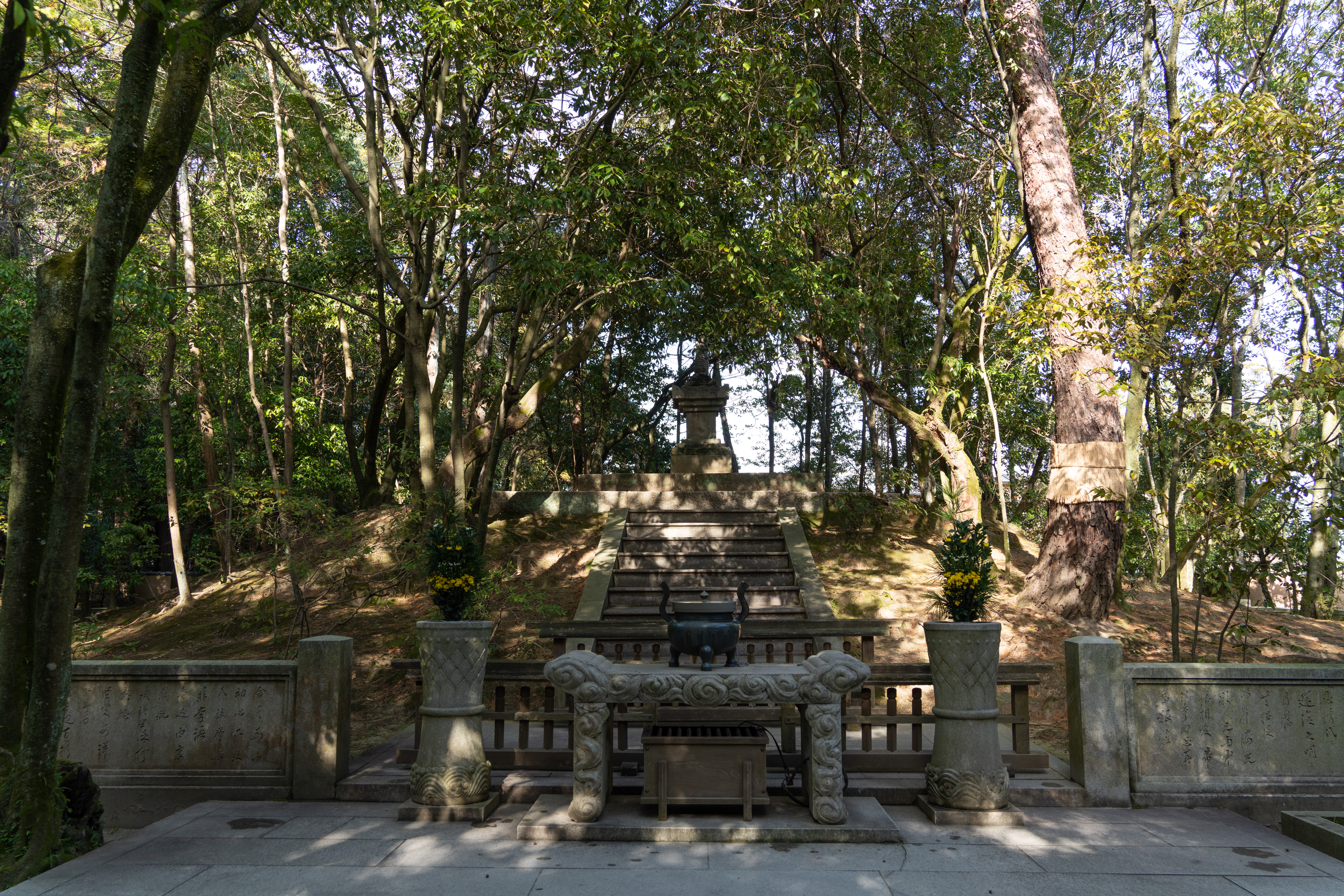
開山御廟
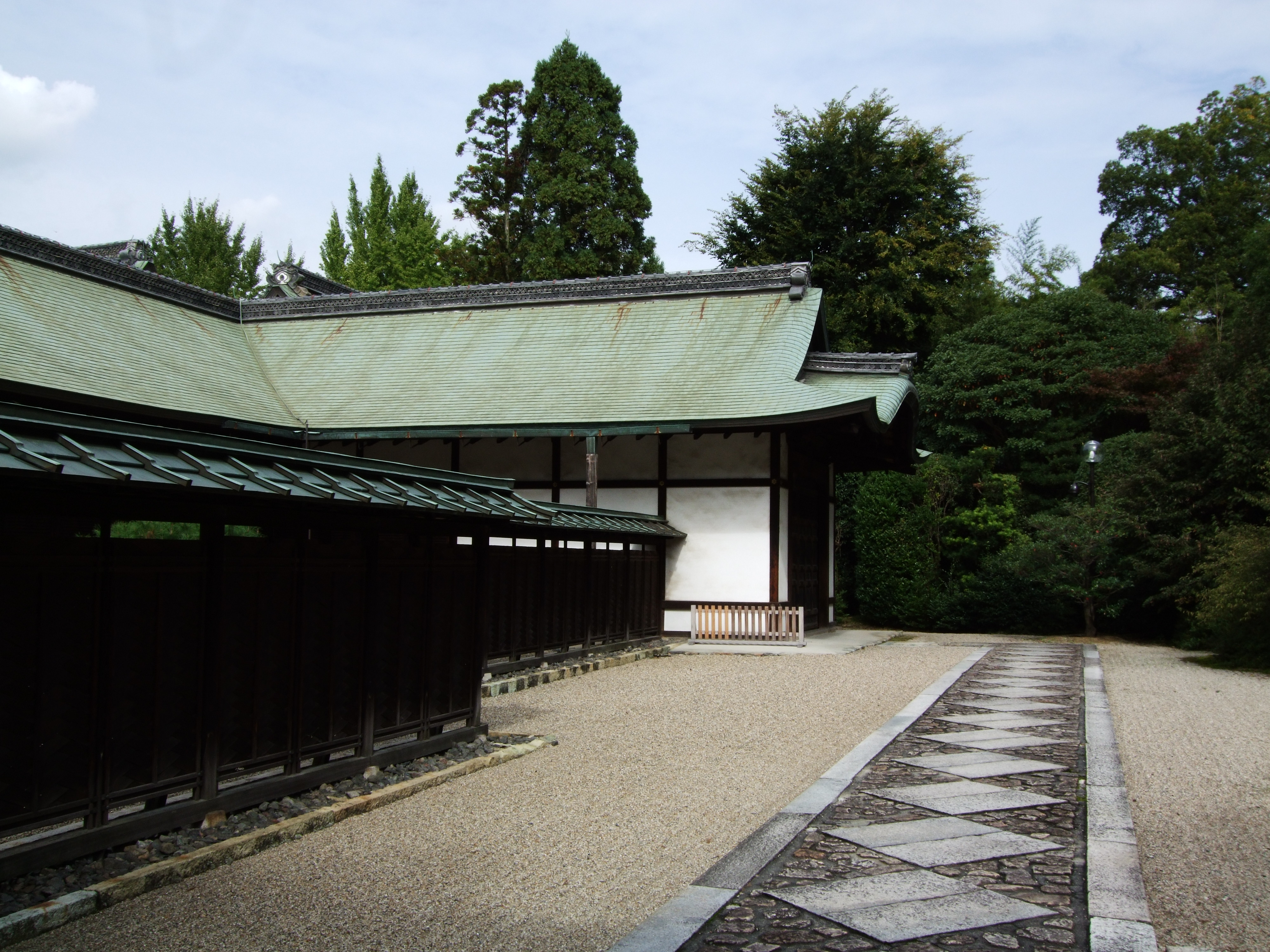
御影堂（玄関）
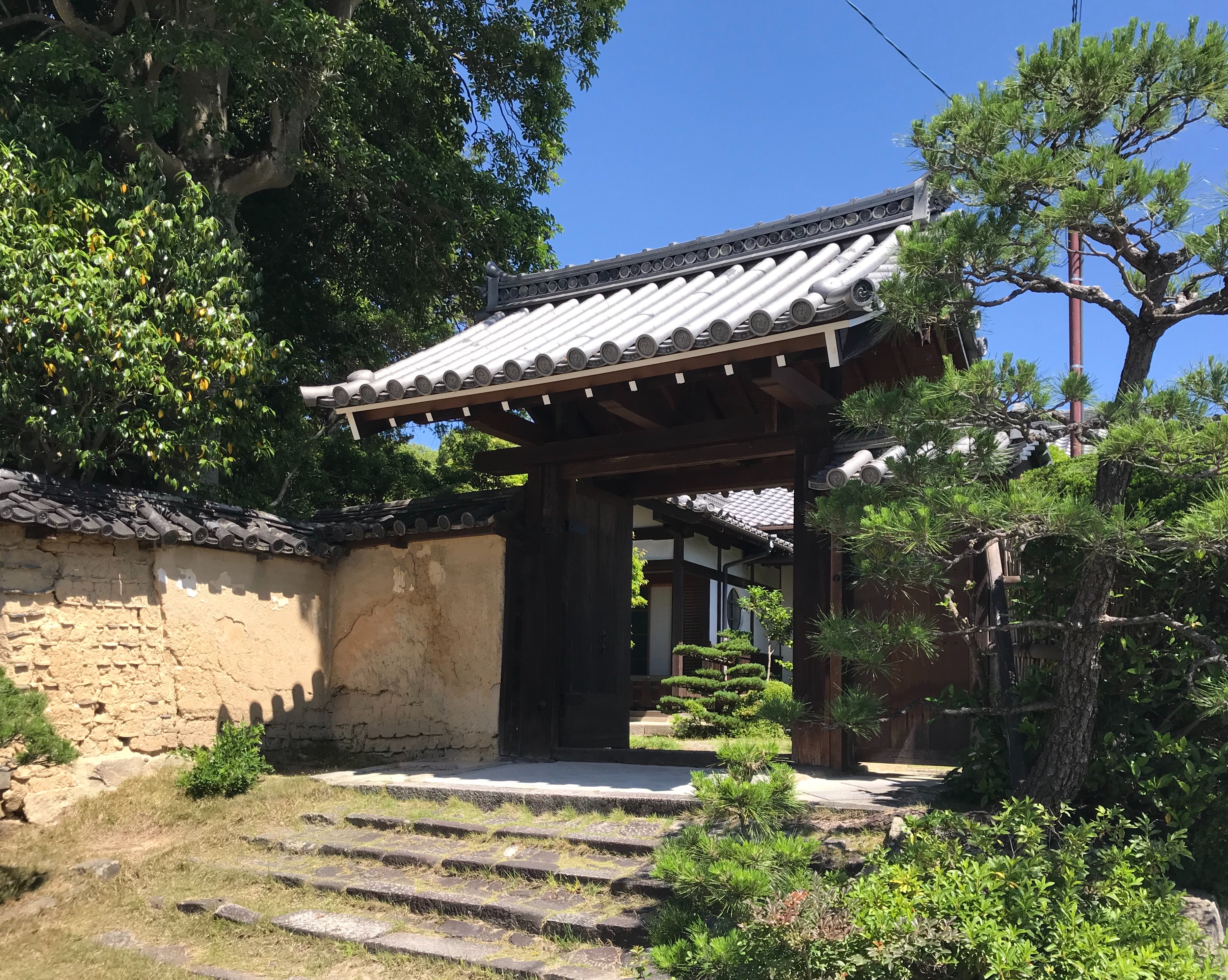
西方院
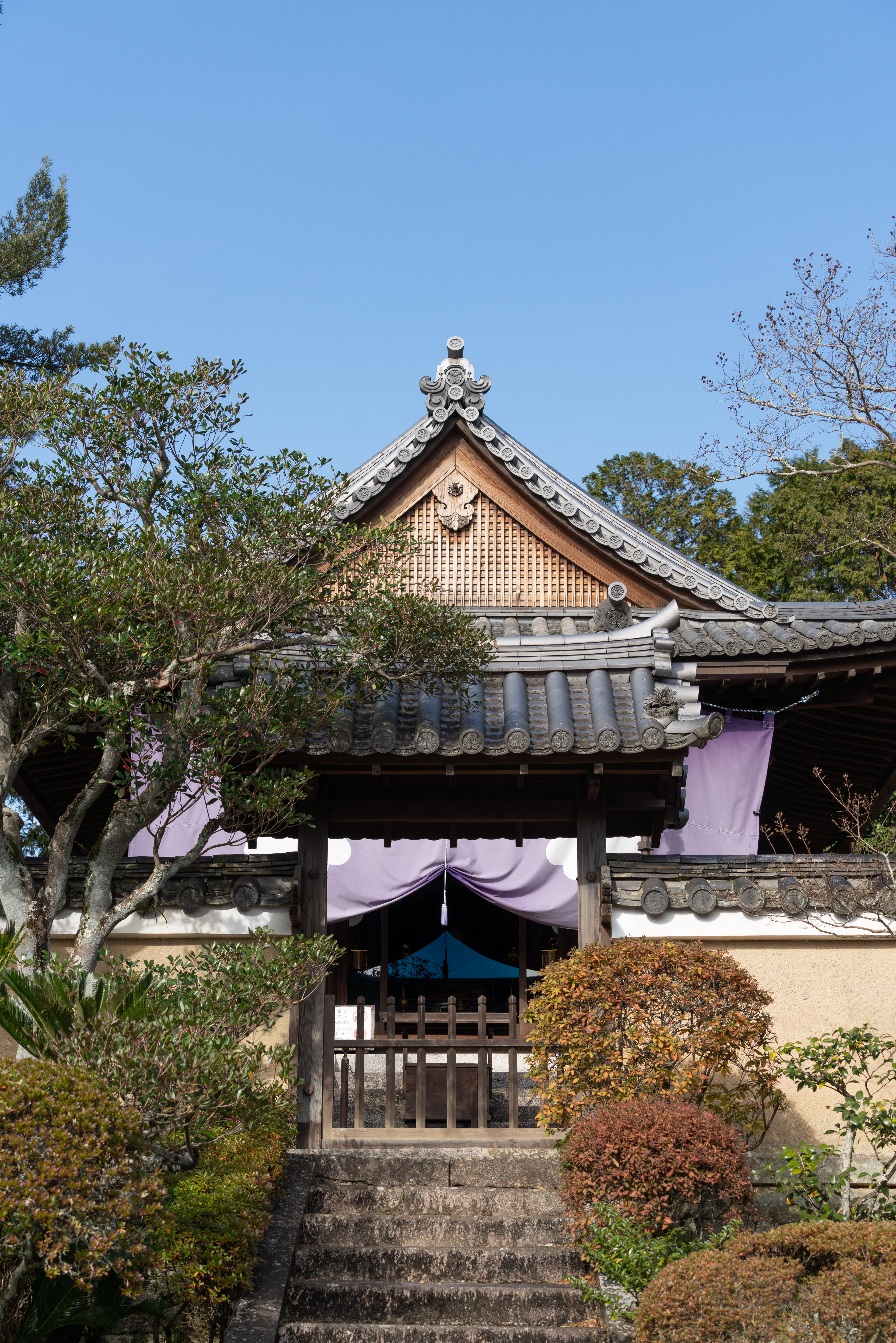
開山堂

## 文化財

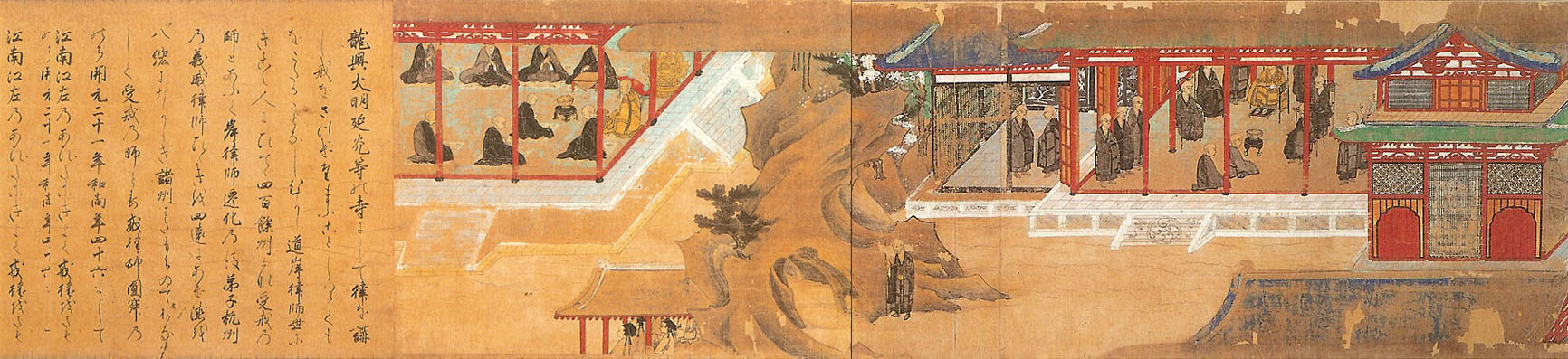
東征絵伝 第一巻第一段（鑑真の得度）

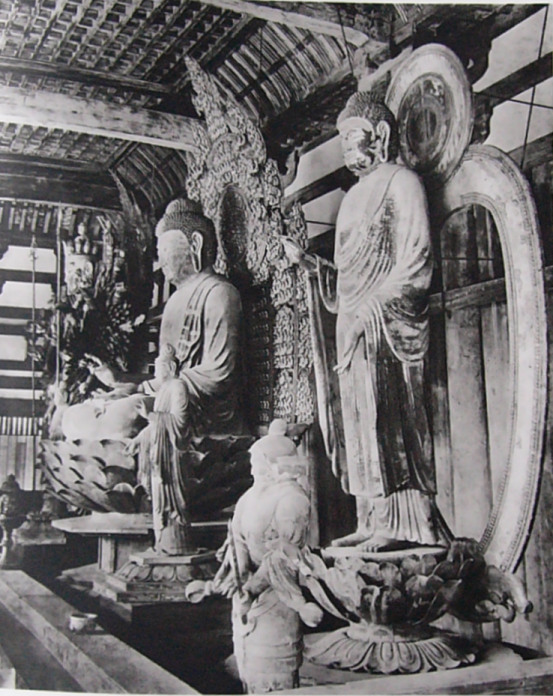
金堂諸仏 手前から薬師如来、盧舎那仏、千手観音

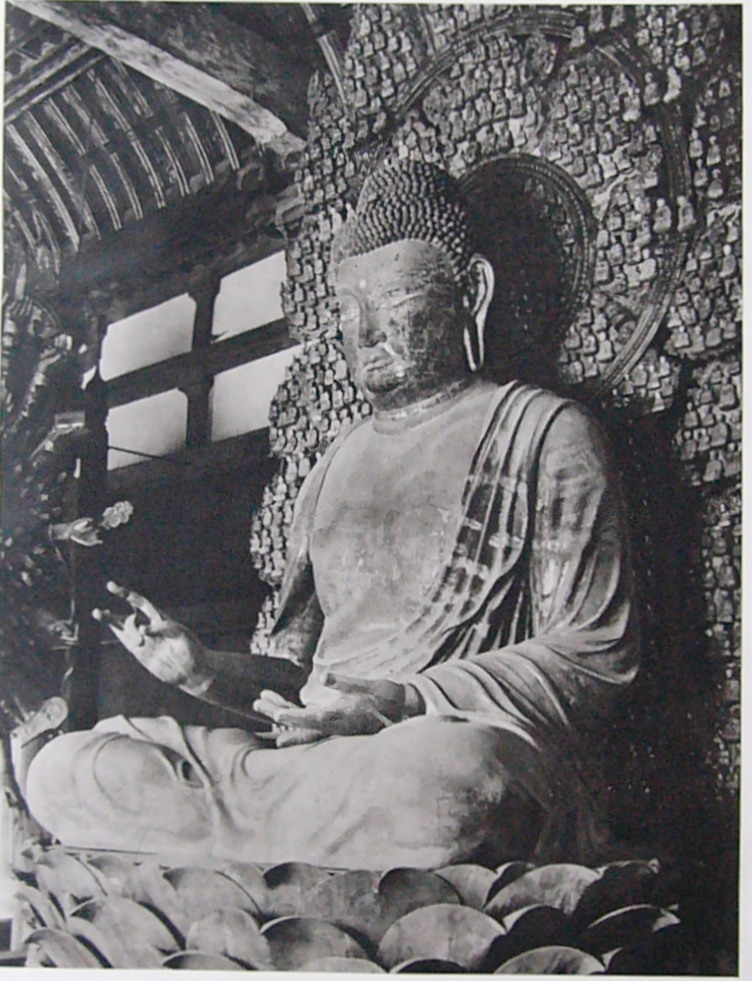
乾漆盧舎那仏坐像

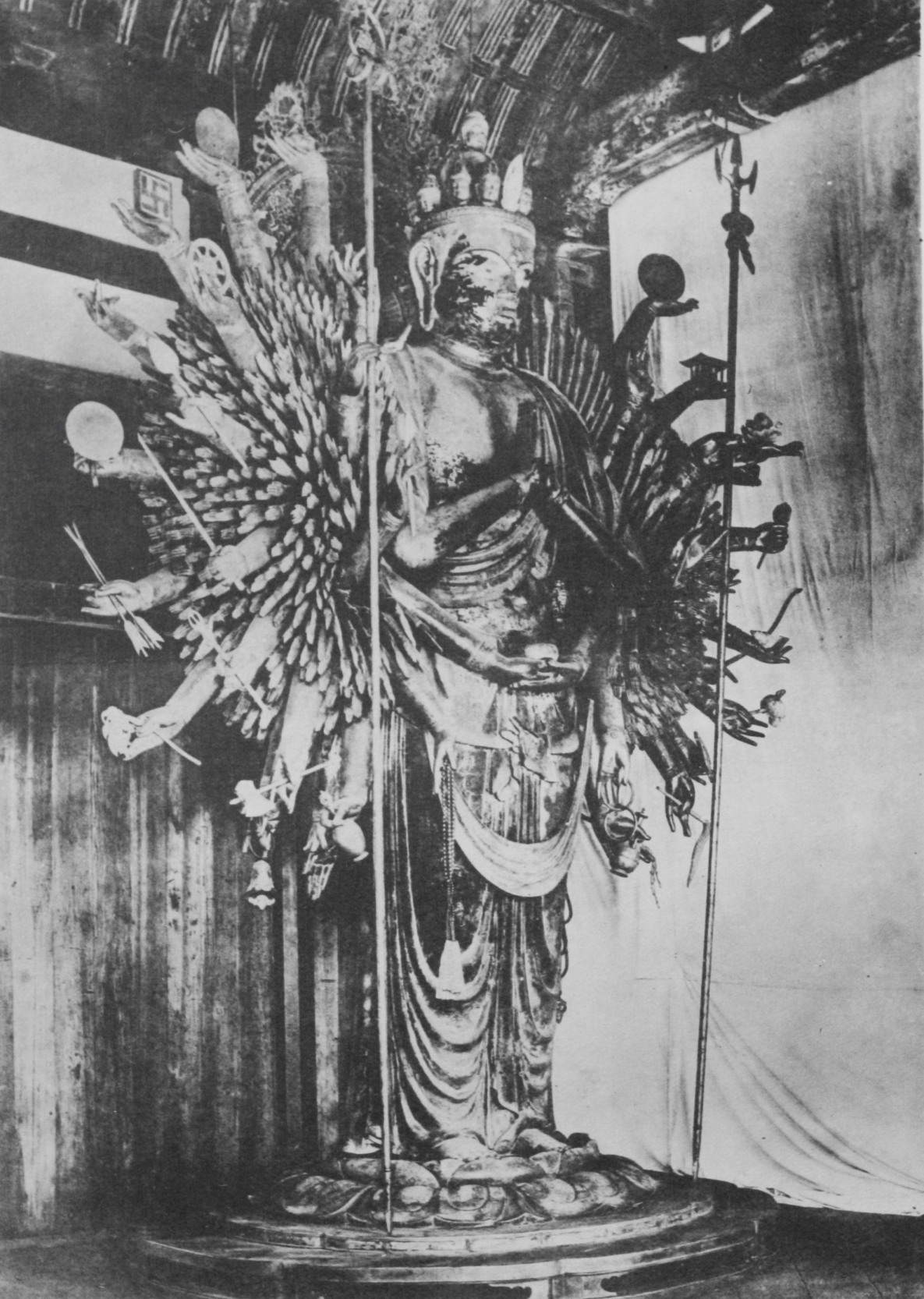
木心乾漆千手観音立像

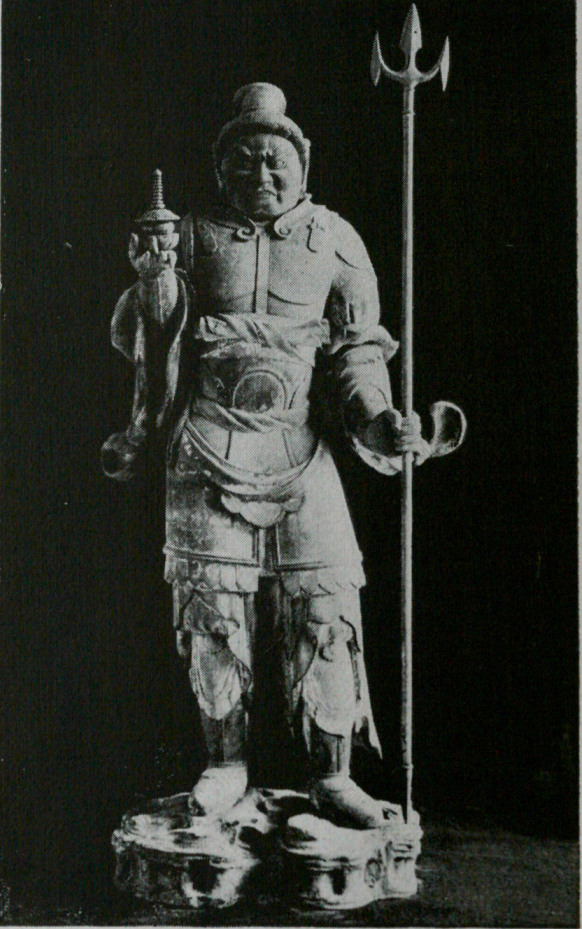
木造四天王立像のうち多聞天

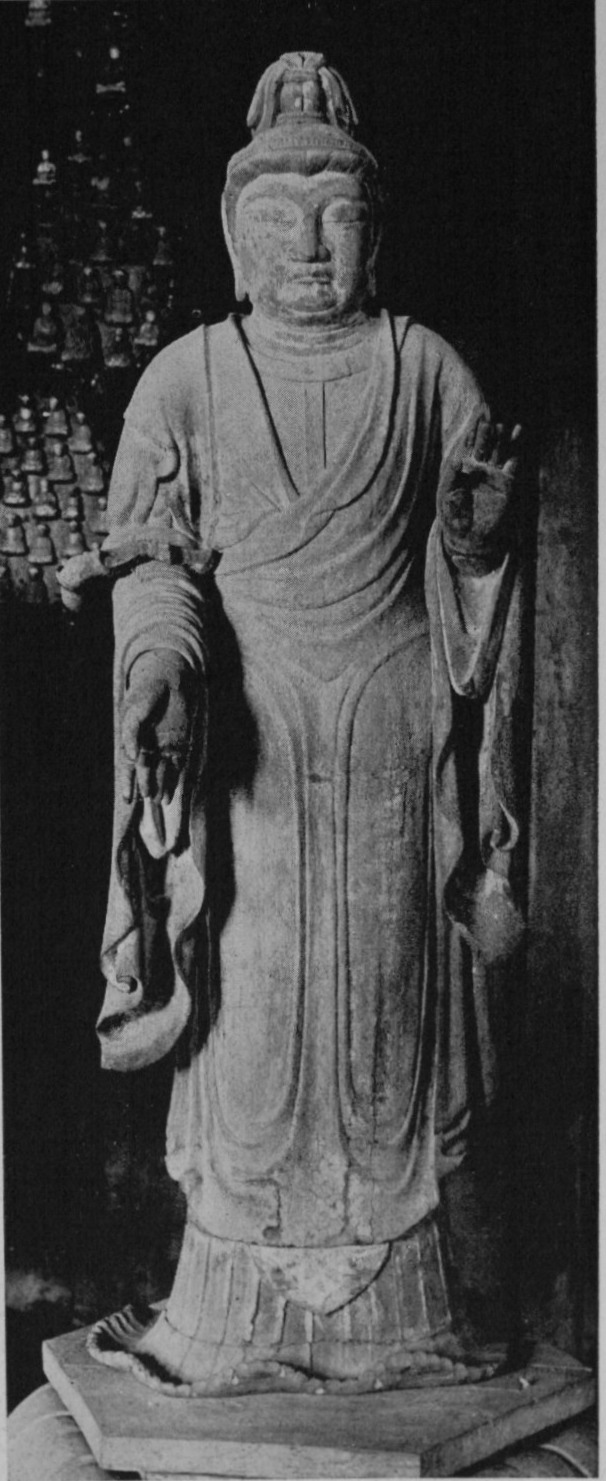
木造梵天・帝釈天立像のうち梵天

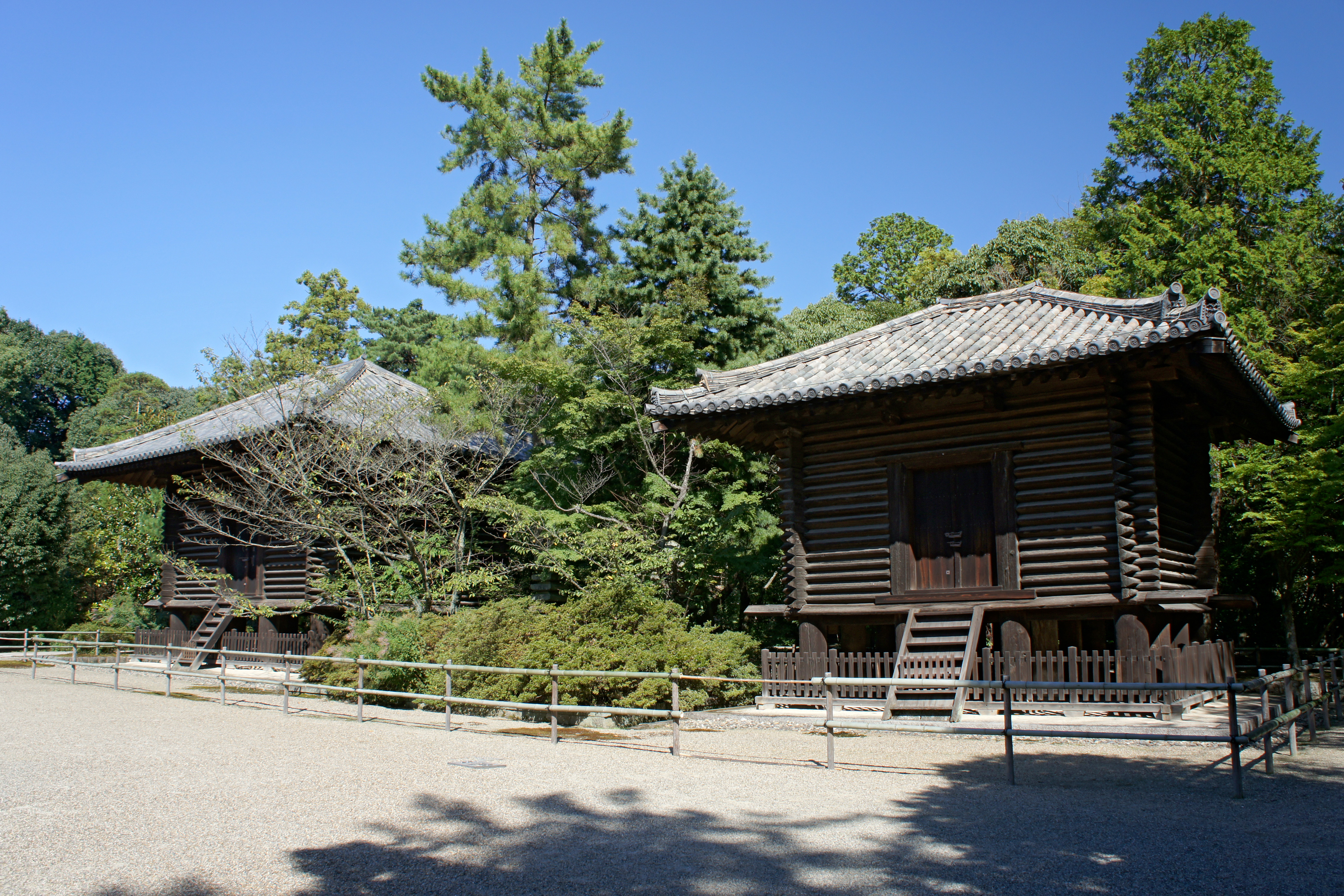
宝蔵（奥）と経蔵（手前）

### 国宝
- 金堂（附：旧鴟尾2箇[注釈 3]、旧部材22枚（旧内陣天井支輪板4、旧内陣天井板6、旧軒支輪板12）、古材11点[36]）
- 講堂（附：蟇股4箇、高座1対、古材53点[36]）
- 鼓楼（附：厨子、古材21点[36]）
- 経蔵（附：古材9点[36]）
- 宝蔵（附：古材4点[36]）
- 乾漆鑑真和上坐像（御影堂安置）
- 乾漆盧舎那仏坐像（金堂安置）
- 木心乾漆千手観音立像（金堂安置）
- 木心乾漆薬師如来立像（金堂安置）
- 木造梵天・帝釈天立像（所在金堂）
- 木造四天王立像（所在金堂）
- 木造薬師如来立像 1軀、木造伝衆宝王菩薩立像 1軀、木造伝獅子吼菩薩立像 1軀、木造伝大自在王菩薩立像 1軀、木造二天王立像 2軀（計6躯）[37][38]
- 舎利容器
  - 白瑠璃舎利壺（鑑真和上将来舎利納入）1口（附：後醍醐天皇封花押、足利義満封花押、足利義則封）
  - 方円彩糸花網 1枚
  - 金亀舎利塔 1基

### 重要文化財
（建造物）
- 礼堂 - 東室を含む。
- 旧一乗院 2棟 - 御影堂。
  - 宸殿
  - 殿上及び玄関

（絵画）
- 絹本著色十六羅漢像
- 絹本著色大威徳明王像
- 絹本著色法華曼荼羅図
- 紙本著色東征絵巻 蓮行筆 5巻

（彫刻）
- 木造弥勒如来坐像（講堂安置）

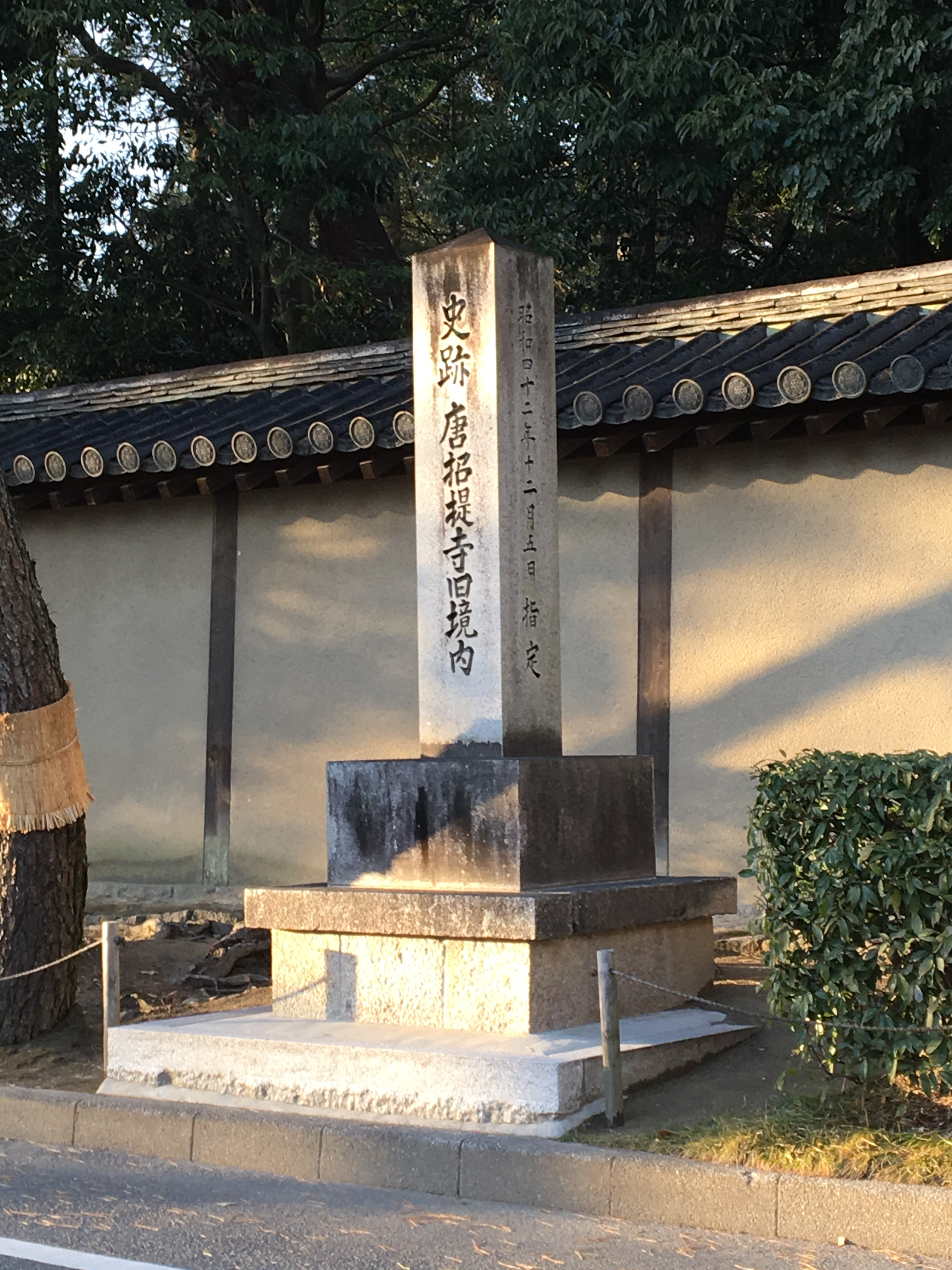

- 木造厨子入釈迦如来立像 正嘉2年（1258年）（礼堂安置）
- 木造地蔵菩薩立像（地蔵堂安置）
- 木造大悲菩薩坐像 応永2年（1395年） 成慶作（中興堂安置）
- 木造大日如来坐像
- 木造如来形立像（頭部、両手欠）9世紀
- 木造菩薩立像（面部・左手欠）
- 木心乾漆菩薩立像 2躯
- 木造天部形立像（伝帝釈天）
- 木造如来坐像（伝釈迦如来、伝多宝如来）2躯
- 木造宝生如来立像
- 木造如来形坐像・地蔵菩薩立像・菩薩形立像（頭部欠）・天部形立像（伝梵天）
- 木造十一面観音立像（1900年（明治33年）重文指定）
- 木造十一面観音立像（1901年（明治34年）重文指定、法花院旧蔵）[注釈 4]
- 木造聖徳太子立像
- 木造大威徳明王像
- 木造不動明王坐像 湛海作
- 木造吉祥天立像
- 木造行基菩薩坐像
- 木心乾漆仏頭（1902年重文指定）
- 木心乾漆仏頭（1915年重文指定）
- 木造菩薩頭
- 銅板押出三尊仏像
- 銅板押出仏像 5面（薬師如来立像、十一面観音立像、吉祥天立像、如来立像、如来坐像）
- 磚製阿弥陀如来像（伝文殊菩薩像）

（参考）京都・壬生寺の木造地蔵菩薩立像（重要文化財）は、唐招提寺旧蔵。
（工芸品）
- 鼉太鼓縁（1915年重文指定）

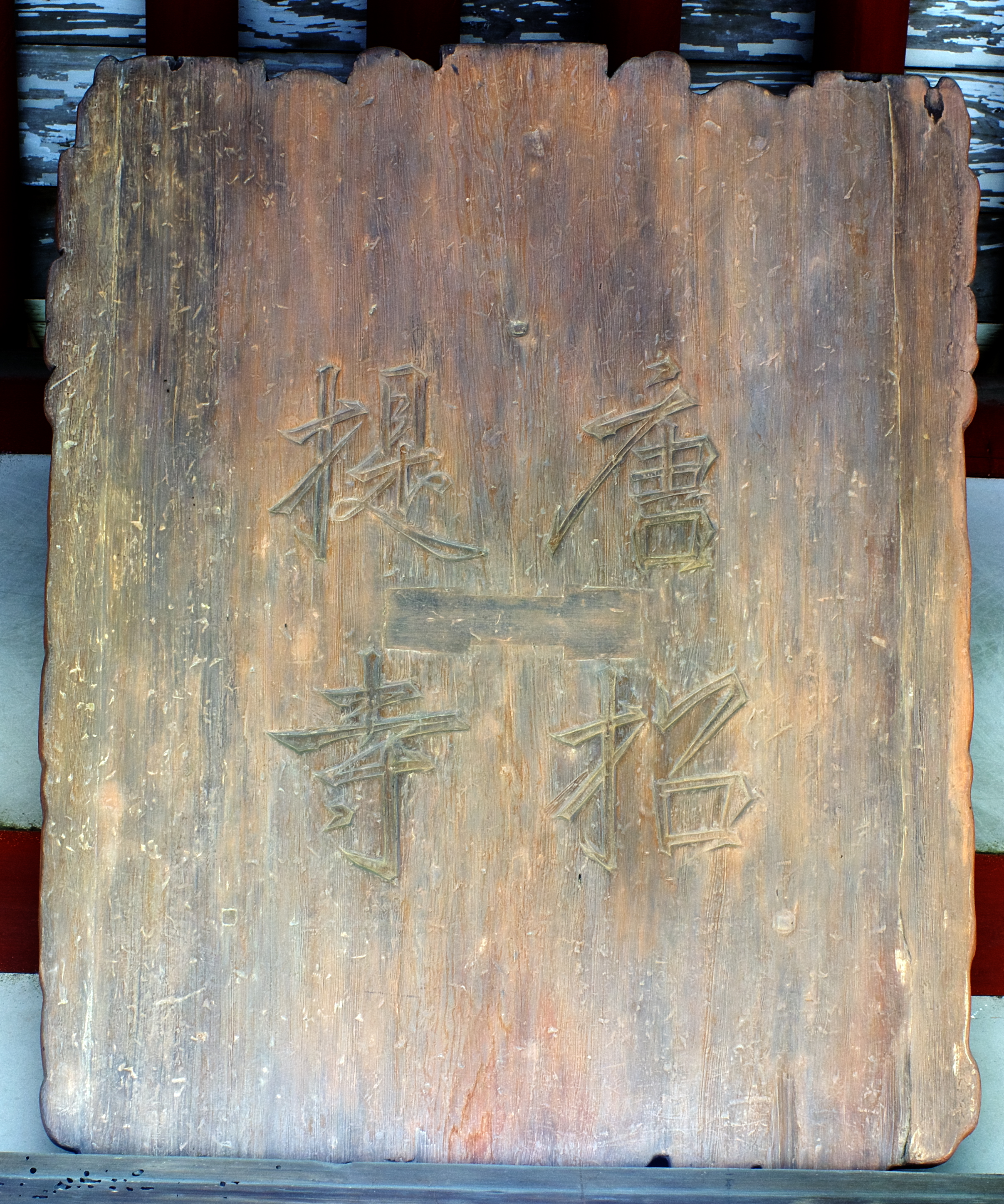
南大門の勅額（レプリカ）。伝孝謙天皇宸筆

- 鼉太鼓縁（附:皮残闕 一括）（1959年重文指定）
- 鉦鼓縁 （1915年重文指定）
- 鉦鼓縁（1929年重文指定）
- 鉦鼓縁 一対（1959年重文指定）
- 牛皮華鬘残闕（ごひけまんざんけつ）8枚分（附:残片 一括）
- 金銅金剛盤
- 金銅舎利容器
- 金銅法具類（金剛盤、五鈷鈴、独鈷杵、三鈷杵、五鈷杵）
- 金銅法具類（火舎2、六器24、灑水器1、塗香器1）
- 金銅蓮弁飾法具（火舎1、花瓶2、六器6、飲食器2、灑水器1、塗香器1）
- 銅香水壺
- 黒漆華盤
- 黒漆舎利厨子
- 鋳銅三具足（附:木箱 永正十三年銘）
- 日供舎利塔
- 法会所用具類（ほうえ しょようぐるい）（奚婁1口、羯鼓1口、鼓胴1口、木製楯3枚、木製柄香炉3口（附:残闕10口）、木製竜頭8頭、木製馬頭1頭）
- 唐招提寺勅額
- 梵鐘

（書跡・典籍、古文書、歴史資料）
- 根本説一切有部戒経・老母六英経 2巻（天平十二年五月一日光明皇后願経）
- 戒律伝来記 上巻 保安五年奥書
- 四分律刪繁補闕行事鈔 巻下之三
- 大般若経 巻第百六十七 宝亀十年願文
- 大毘盧遮那成仏神変加持経 承暦三年読了奥書及び承安四年読了奥書
- 法華経（開結共）10帖 覚盛筆 寛元元年・二年奥書
- 四分戒本（寛元元年奥書）1帖、梵網経（寛元元年奥書）2帖、宝篋印陀羅尼経1帖、唯識三十頌・大乗百法明門論・般若心経（宝治元年奥書）1帖 以上5帖 覚盛筆
- 瑜伽師地論 巻第三十八 弘安五年中宮寺尼信如移点奥書（奈良時代書写）
- 唐招提寺一切経 4,794帖（宋版4,456帖、和版88帖、写本250帖）附 元版五部大乗経（内和版83巻写本29巻）269巻
- 令私記断簡（軍防令、営繕令、関市令）2紙
- 唐招提寺文書 2巻
- 南贍部洲大日本国正統図（伝香寺旧蔵）

典拠：2000年までの指定物件については、『国宝・重要文化財大全 別巻』（所有者別総合目録・名称総索引・統計資料）（毎日新聞社、2000）による。

### 国指定史跡
- 唐招提寺旧境内

### 奈良県指定有形文化財
- 旧・一乗院僧正門（建造物） - 江戸時代前期の造営。1962年7月12日指定[40]。
- 絹本著色薬師十二神将像（絵画） - 鎌倉時代後期の作。2007年3月30日指定[40]。
- 紙本金地著色南蛮人渡来図・競馬図 六曲屏風（附 木製屏風箱 1合）（絵画） - 江戸時代の作。2017年2月14日指定[41][42]。
- 黒漆磬架（工芸品） - 室町時代、文明10年（1478年）の作。1996年3月22日指定[40]。
- 金銅装輪宝文居箱・蓮華文香炉箱 1双（工芸品） - 奈良国立博物館寄託。鎌倉時代の作。2001年3月30日指定[40]。
- 仏堂納置文書箱及び所納文書、木札 5口 1巻（10通） 1通（歴史資料） - 室町時代。 2013年3月29日指定[40]。

### 奈良市指定有形文化財
- 絹本著色行基菩薩像 1幅 - 奈良国立博物館寄託。
- 絹本著色元照律師像 1幅
- 絹本著色興正菩薩像 1幅
- 銅手錫杖 1柄

### その他
2014年（平成26年）に西室跡周辺などで三彩瓦（白・緑・黄の三色釉薬(うわぐすり)を施した瓦）が見つかった。

## 行事
- 梵網会（うちわまき）（5月19日） - 鎌倉時代に唐招提寺を復興した覚盛上人を偲んで行われる行事。覚盛は殺生戒を守り、蚊も殺さなかったといわれ、その徳を偲んだ法華寺の尼僧がせめてうちわで蚊を払えるようにと霊前にうちわを供えたのが始まりといわれる。15時、ハート型をした1500枚のうちわが鼓楼より参拝者に向けばら撒かれる。このうちわは拾えた参拝者から縁起物として非常に貴重がられている。害虫よけや、雷よけなどのご利益があるとされる。撒かれるうちわは寺の手作りである。
- 開山忌（6月5日 - 7日） - 6月6日が鑑真の命日にあたり、その前後3日間、御影堂において国宝の鑑真和上像を開扉する。同時に東山魁夷の障壁画も公開される。
- 観月讃仏会（かんげつさんぶつえ、旧暦8月14日 - 16日） - 夜間に金堂を開扉し、堂内の三尊仏がシルエットとして浮かび上がる。

## 前後の札所
大和北部八十八ヶ所霊場
25 喜光寺　-　26 唐招提寺　-　27 唐招提寺奥の院　-　28 往生院
神仏霊場巡拝の道
23 西大寺　-　24 唐招提寺　-　25 薬師寺

## アクセス
- 西ノ京駅（近鉄橿原線）徒歩8分
- 近鉄奈良駅西向き8番のりば・JR奈良駅 東口6番のりばより、63・72・78唐招提寺・六条山経由奈良県総合医療センター行きに乗車し、唐招提寺下車すぐ。

## 周辺
- 薬師寺
- 宝来山古墳（垂仁天皇陵）